# 佛罗伦萨

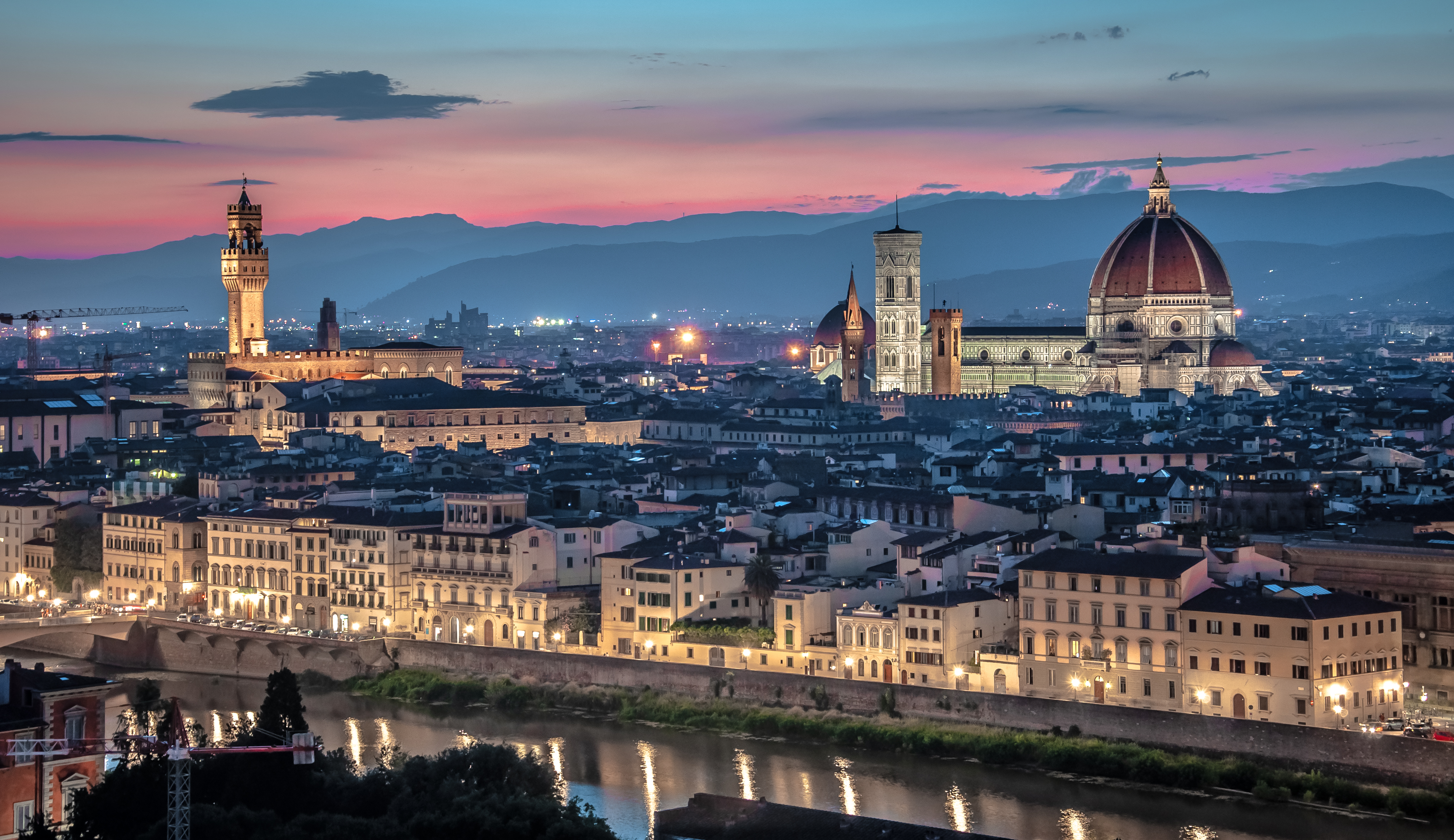
佛罗伦萨的天际线

佛羅倫斯（發音：[fiˈrɛntse] ⓘ）是意大利中部托斯卡纳大区和佛羅倫斯省的首府，有366091人，是该地区面积最大、人口最多的城市，以及主要的历史、文化和商业中心。从该市延伸出去的佛罗伦萨-普拉托-皮斯托亚都会区共有1,506,098名居民。
佛罗伦萨曾经长期处于美第奇家族控制之下，是欧洲中世纪重要的文化、商业和金融中心，并曾一度是意大利统一后的首都（1865－1871年）。
佛罗伦萨被认为是文艺复兴运动的诞生地，艺术与建筑的摇篮之一，拥有众多的历史建筑，和藏品丰富的博物馆（诸如烏菲茲美術館、学院美术馆、巴杰罗美术馆、碧提宫内的帕拉提那美术馆等）。历史上有许多文化名人诞生、活动于此地，比较著名的有诗人但丁、画家列奥纳多·达·芬奇、米开朗基罗、科学家伽利略、政治理论家馬基雅維利、雕塑家多纳太罗等。佛罗伦萨历史中心被列为世界文化遗产。

## 名稱
早在伊特鲁里亚时代，这座城市就以拉丁语Florentia命名。其意大利语名称Firenze和英语名称Florence或其他欧洲语言名称均为对拉丁文名称Florentia的正字后的拼写。关于拉丁文名称“Florentia”的起源有多种理论：
- 以一名在该地阵亡的士兵弗洛里奥命名
- 以该地区发现的花朵的拉丁语名称命名
- 以古罗马福罗拉丽亚节和芙蘿拉命名
- 有一种理论认为Florentia是一个传达好运的名字[5]

中文译名包括佛羅倫斯、佛罗伦萨等：臺港按英語音譯為佛羅倫斯，大陸按拉丁語音譯為佛罗伦萨。徐志摩曾按意語原文音譯作翡冷翠。徐志摩前往度假時，因飽覽當地的湖山之勝，因而觸發內心美的悸動，便將意大利语的Firenze翻譯成翡冷翠，並寫下《翡冷翠的一夜》及《翡冷翠山居閒話》兩篇散文。

## 市徽
自从11世纪以来，佛罗伦萨的市徽就是百合花图案。今天，市徽上的图案是白色背景的红色花朵，不过在古代，颜色正与今日相反。目前的颜色始于1251年，皇帝党在被赶出佛罗伦萨后，继续使用原来的市徽，于是控制佛罗伦萨的教宗党为了与对手相区别，将市徽改为今天的模样。1809年，拿破仑下令废除这一古老的市徽，改为银色背景，绿色草地上一朵百合花，顶部红色条带和三只金色蜜蜂（象征拿破仑）。佛罗伦萨人不满意这个改变，没有执行这一法令。

## 历史

圣母百花大教堂是義大利最大的聖堂之一，而其圓頂是有史以來最大的磚造穹頂

公元前9世紀起這裡是伊特魯里亞人的定居點Faesulae，托斯卡納一詞即為“伊特魯里亞人的土地”。公元前80年羅馬執政官蘇拉攻佔此地。公元前59年，當時愷撒建立了这个村庄来安置退役的士兵。公元4世纪，这里成为罗马天主教的一个教区的中心，此后曾经先后被拜占廷帝国、东哥特人、伦巴第人和法兰克人所统治，人口下降到只有1000人。
公元1115年，开始成为一个神圣罗马帝国皇帝特许的自治城市。从13世纪起，因为皇帝和教宗的纷争，城市中政界分为皇帝支持的齐伯林派和教宗支持的盖尔非派，盖尔非派在1269年埃尔萨谷口村获胜，胜利后又由于依附教宗和强调独立分为黑盖尔非派和白盖尔非派（1295年出現），最终黑派胜利（1302年），但七十多年後政权先後落入奧比奇家族（Albizzi，1382-1433年掌權）與美第奇家族（1434年開始）手中，美第奇家族曾经出过几任教宗，美第奇家族的独裁统治持续将近300年（1434-1737年中的絕大多數時間）。
内部的政治斗争并未阻止该市成长为欧洲最强大繁荣的城市之一，发行自己的金币弗罗林（fiorino，1252年引进），1406年击败了对手比萨并将其吞并。在数百年间，佛罗伦萨统治了整个托斯卡纳，只有卢卡共和国例外，一直保持独立到18世纪，才被拿破仑并入意大利；马萨公国和卡拉拉侯国保持独立，到1829年被摩德纳公国吞并。

### 文艺复兴時期
關於城邦自我意識和認同自信方面，16世紀的佛羅倫斯處於義大利文藝復興的中心地位。儘管它只在名義與形式上是一個共和國，但仍產生了闡述共和自由優點的豐富文學，具有極大的影響力，因而被称为文艺复兴的摇篮，加上1400年後因米蘭的維斯孔蒂家族幾乎征服本城的威脅，佛羅倫斯激發了一股愛國情緒的強烈反應。佛羅倫斯的知識分子喜歡把他們的城市看成是古羅馬共和傳統的繼承者，以及反抗米蘭暴政、爭取自由的捍衛者。1402年抵抗米蘭軍圍城的執政官薩盧塔蒂（人文主義者）寫說：「佛羅倫斯人是全人類自由的捍衛者」。在他和他朋友的著作中，中世紀市民自由的傳統披上了新的古典修辭的外衣，他們的市民人道主義（civic humanism）意義深遠地影響了近代政治理論。對外擴張方面，1400年佛羅倫斯已將其勢力延伸到一度是獨立小城邦的托斯卡納；1406年擊敗並鎮壓比薩城的反抗之後，佛羅倫斯作為義大利中北部的領土大國，和米蘭、威尼斯並駕齊驅。
在1348年的黑死病之前，佛罗伦萨估计有8万人口（仅次于威尼斯，而超过米兰和博洛尼亚，是意大利第二大城市），有25,000名毛纺工人。1378年佛罗伦萨发生了梳毛工起义，短暂地建立了反对寡头统治的政权。起义被镇压之后，该市处于奧比奇家族的统治之下（1382年-1434年），此家族也是美第奇家族最頑強的對手。
在15世纪，佛罗伦萨拥有重要的工业和大约80家银行的总行和分行，总收入超过英格兰。1494年，受到激进的道明会神甫萨佛纳罗拉教导的影响，美第奇家族被驱逐，美第奇家族统治的第一个时期结束，佛罗伦萨恢复了共和政体。但是在1498年萨佛纳罗拉被处死，在他死前留下了对《圣经》的默想心得，成为此后数百年间宗教争议的主题。
另一个不寻常的人物是尼可罗·马基亚维利。
1530年，美第奇家族重获权力，得到皇帝和教宗的支持，1537年获得佛罗伦萨公爵的称号，1569年，美第奇家族又从教宗得到托斯卡纳大公头衔，统治长达2个世纪。

### 近现代
1735年，法国洛林公爵弗朗茨·斯蒂芬与已经失去王位的波兰国王斯坦尼斯拉夫二世·列辛斯基用洛林换得托斯卡纳。1736年，他与奥地利哈布斯堡王朝继承人玛丽亚·特蕾西亚女大公结婚，1737年，美第奇王朝结束，弗朗茨·斯蒂芬成为托斯卡纳大公弗朗切斯科二世。1740年，弗朗茨·斯蒂芬夫妇成为奥地利的共同统治者，托斯卡纳于是成为奥地利帝国哈布斯堡-洛林王朝的领地。1859年，法国军队击败奥地利，1860年，托斯卡纳被并入撒丁王国，1861年，托斯卡纳成为意大利王国的一个省份。
由于拿破仑三世根据1864年九月协定提出了要求，1865年，佛罗伦萨取代都灵，成为意大利王国的临时首都，以表明意大利王国不会迁都到罗马。此前在1861年3月，意大利第一届国会已经宣布将定都罗马。但是在1871年，意大利军队占领罗马之后，将首都从佛罗伦萨迁往罗马。在19世纪，佛罗伦萨的人口增加到原来的两倍，而旅游业、商业、金融业和工业增加到原来的三倍。
第二次世界大战期间，该市曾经被德国军队占领一年（1943年至44年），城市受到盟军的轰炸，到1944年8月11日被游击队解放。佛罗伦萨由于在二战期间人民的牺牲和游击队活动而获得金质勇敢奖章（Medaglia d'Oro al Valor Militare）。而帕沃利尼（Alessandro Pavolini）组织“狙击手”（Franco tiratore），顽强地抵抗强大的英美军队。
1954年10月27日，发生著名的佛罗伦萨UFO事件，有2个不明飞行物体掠过城市上空约一刻钟时间，并飘落大量丝状纤维，不久融化。全体市民陷入恐慌。
1966年11月4日，发生了1966年佛罗伦萨洪水，市中心许多地方被阿诺河泛滥的洪水所淹没。由于油罐破裂，石油也混入洪水之中。狂暴的洪水对古城带来了毁灭性的破坏，其中包括国家图书馆珍贵的图书，散布于古城各处的珍贵文物。在这场悲剧之后，诞生了著名的“泥泞中的天使”（angeli del fango），来自各地的志愿者艰难地恢复受损艺术珍品。

## 地理

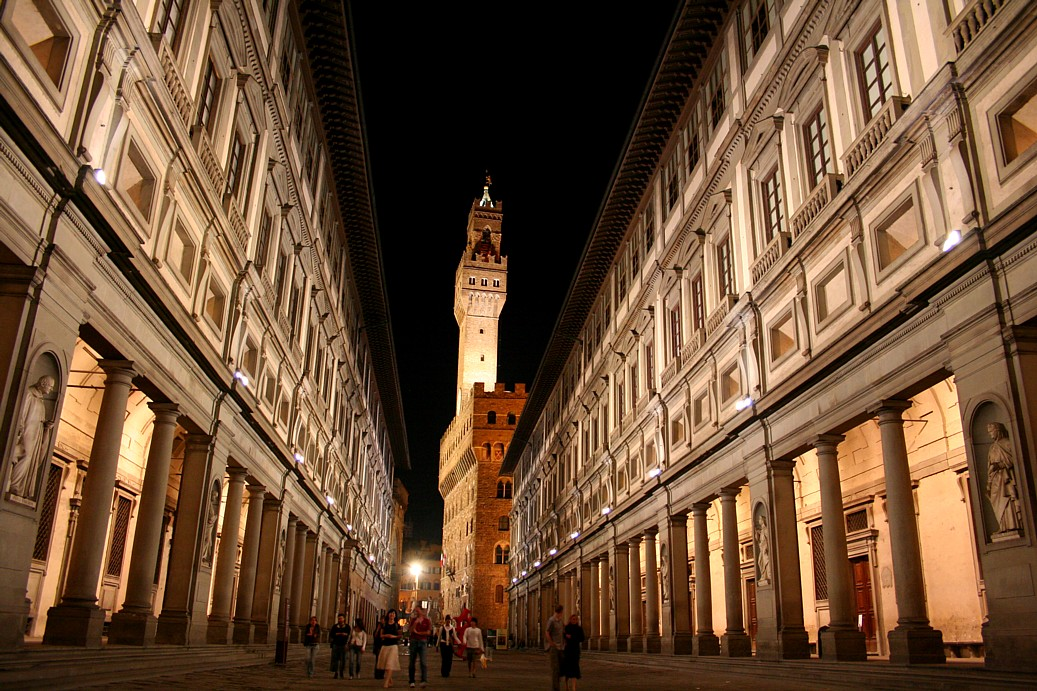
烏菲茲美術館

佛罗伦萨位于亚平宁半岛北部一个宽广盆地的中心，三面环绕着美丽的粘土山丘，北面是卡列基山（Careggi）和里夫列迪山（Rifredi），东北是菲埃索列山（Fiesole），东面是塞提涅亚诺山（Settignano）和阿切特里山（Arcetri），南面是皇家山丘（Poggio Imperiale）和贝罗斯瓜多山（Bellosguardo）。城市就坐落在其中的平坦地区，阿诺河以及一些较小的河流（Mugnone、Terzolle、Greve）从其中流过。
2000年3月29日，托斯卡纳大区委员会成立的佛罗伦萨 - 普拉托 - 皮斯托亚地区是一个人口密集的地区，包括佛罗伦萨、普拉托、皮斯托亚三省，共有约150万人口。整个区域均属于人为强烈干预的环境，罕见自然环境。山丘地区历经千百年的农耕和居住，森林已经大为减少，特别是城市南部和东部。城市西部沿着阿诺河的平原湿地尚未成为都市化区域。 

### 气候
佛罗伦萨的气候通常归类为地中海气候，不过柯本气候分类法将佛罗伦萨的气候归类为亚热带湿润气候（Cfa）。由于地处群山环抱的山谷，阿诺河从中穿过的地理位置，佛罗伦萨的夏季缺少盛行风，从6月到8月炎热潮湿，气温显著超过托斯卡纳大区的沿海地区，最高气温可达到40摄氏度。在夏季的少量降雨属于对流雨类型。由于逆温现象，佛罗伦萨的冬季多雨阴冷而潮湿，最低气温有时会降到冰点以下，不过冰雪相当少见。该市有记录的最高纪录为42.6摄氏度（1983年7月），而最低气温为-23摄氏度（1985年1月10日），均接近意大利全国气温的极限值。
降水主要集中在冬季。
| 佛羅倫斯                                                                | 佛羅倫斯     | 佛羅倫斯    | 佛羅倫斯    | 佛羅倫斯    | 佛羅倫斯    | 佛羅倫斯     | 佛羅倫斯     | 佛羅倫斯     | 佛羅倫斯    | 佛羅倫斯     | 佛羅倫斯     | 佛羅倫斯    | 佛羅倫斯      |
| 月份                                                                    | 1月          | 2月         | 3月         | 4月         | 5月         | 6月          | 7月          | 8月          | 9月         | 10月         | 11月         | 12月        | 全年          |
| ----------------------------------------------------------------------- | ------------ | ----------- | ----------- | ----------- | ----------- | ------------ | ------------ | ------------ | ----------- | ------------ | ------------ | ----------- | ------------- |
| 历史最高温 °C（°F）                                                     | 21.6 (70.9)  | 23.4 (74.1) | 28.5 (83.3) | 28.7 (83.7) | 33.8 (92.8) | 40.0 (104.0) | 42.6 (108.7) | 39.5 (103.1) | 36.4 (97.5) | 30.8 (87.4)  | 25.2 (77.4)  | 20.4 (68.7) | 42.6 (108.7)  |
| 平均高温 °C（°F）                                                       | 10.1 (50.2)  | 12.5 (54.5) | 15.7 (60.3) | 18.5 (65.3) | 23.7 (74.7) | 27.7 (81.9)  | 31.4 (88.5)  | 31.5 (88.7)  | 26.7 (80.1) | 20.9 (69.6)  | 14.7 (58.5)  | 11.1 (52.0) | 20.4 (68.7)   |
| 日均气温 °C（°F）                                                       | 5.7 (42.3)   | 7.5 (45.5)  | 10.3 (50.5) | 13.0 (55.4) | 17.7 (63.9) | 21.4 (70.5)  | 24.6 (76.3)  | 24.6 (76.3)  | 20.5 (68.9) | 15.5 (59.9)  | 9.9 (49.8)   | 6.8 (44.2)  | 14.8 (58.6)   |
| 平均低温 °C（°F）                                                       | 1.4 (34.5)   | 2.5 (36.5)  | 4.9 (40.8)  | 7.5 (45.5)  | 11.6 (52.9) | 15.0 (59.0)  | 17.7 (63.9)  | 17.7 (63.9)  | 14.4 (57.9) | 10.1 (50.2)  | 5.1 (41.2)   | 2.6 (36.7)  | 9.2 (48.6)    |
| 历史最低温 °C（°F）                                                     | −23.2 (−9.8) | −9.9 (14.2) | −8.0 (17.6) | −2.2 (28.0) | 3.6 (38.5)  | 5.6 (42.1)   | 10.2 (50.4)  | 9.6 (49.3)   | 3.6 (38.5)  | −1.4 (29.5)  | −6.0 (21.2)  | −8.6 (16.5) | −23.2 (−9.8)  |
| 平均降水量 mm（）                                                       | 60.5 (2.38)  | 63.7 (2.51) | 63.5 (2.50) | 86.4 (3.40) | 70.0 (2.76) | 57.1 (2.25)  | 36.7 (1.44)  | 56.0 (2.20)  | 79.6 (3.13) | 104.2 (4.10) | 113.6 (4.47) | 81.3 (3.20) | 872.6 (34.34) |
| 平均降水天数（≥ 1.0 mm）                                                | 8.3          | 7.1         | 7.5         | 9.7         | 8.4         | 6.3          | 3.5          | 5.4          | 6.2         | 8.5          | 9.0          | 8.3         | 88.2          |
| 日均日照時數                                                            | 3.0          | 4.0         | 5.0         | 6.0         | 8.0         | 9.0          | 10.0         | 9.0          | 7.0         | 5.0          | 3.0          | 3.0         | 6.0           |
| 可照百分比                                                              | 33           | 40          | 42          | 46          | 53          | 60           | 67           | 64           | 58          | 45           | 30           | 33          | 48            |
| 来源1：Servizio Meteorologico                                           |              |             |             |             |             |              |              |              |             |              |              |             |               |
| 来源2：World Meteorological Organization (United Nations) Weather Atlas |              |             |             |             |             |              |              |              |             |              |              |             |               |

| 佛羅倫薩的氣候數據    | 佛羅倫薩的氣候數據 | 佛羅倫薩的氣候數據 | 佛羅倫薩的氣候數據 | 佛羅倫薩的氣候數據 | 佛羅倫薩的氣候數據 | 佛羅倫薩的氣候數據 | 佛羅倫薩的氣候數據 | 佛羅倫薩的氣候數據 | 佛羅倫薩的氣候數據 | 佛羅倫薩的氣候數據 | 佛羅倫薩的氣候數據 | 佛羅倫薩的氣候數據 | 佛羅倫薩的氣候數據 |
| 月份                  | 1月                | 2月                | 3月                | 4月                | 5月                | 6月                | 7月                | 8月                | 9月                | 10月               | 11月               | 12月               | 全年               |
| --------------------- | ------------------ | ------------------ | ------------------ | ------------------ | ------------------ | ------------------ | ------------------ | ------------------ | ------------------ | ------------------ | ------------------ | ------------------ | ------------------ |
| 平均日照時間          | 9.0                | 10.0               | 12.0               | 13.0               | 15.0               | 15.0               | 15.0               | 14.0               | 12.0               | 11.0               | 10.0               | 9.0                | 12.1               |
| 平均紫外線指數        | 1                  | 2                  | 4                  | 5                  | 7                  | 8                  | 8                  | 7                  | 5                  | 3                  | 2                  | 1                  | 4.4                |
| Source: Weather Atlas |                    |                    |                    |                    |                    |                    |                    |                    |                    |                    |                    |                    |                    |

## 历史中心
佛罗伦萨历史中心于1982年被联合国教科文组织列为世界遗产，中世纪城墙线路上的环形大道以内，聚集了该市最重要的文化遗产。从14世纪开始，利用贸易与经济方面拥有的力量，经历了2个世纪的建筑繁荣期。 
佛罗伦萨市中心的美景，很适合从周围的山丘进行欣赏，尤其是观景城堡（Forte Belvedere）、米开朗琪罗广场、罗曼式的圣米尼亚托大殿和菲埃索莱山（Fiesole），提供了观赏阿诺河河谷风景的最佳地点。

## 名胜

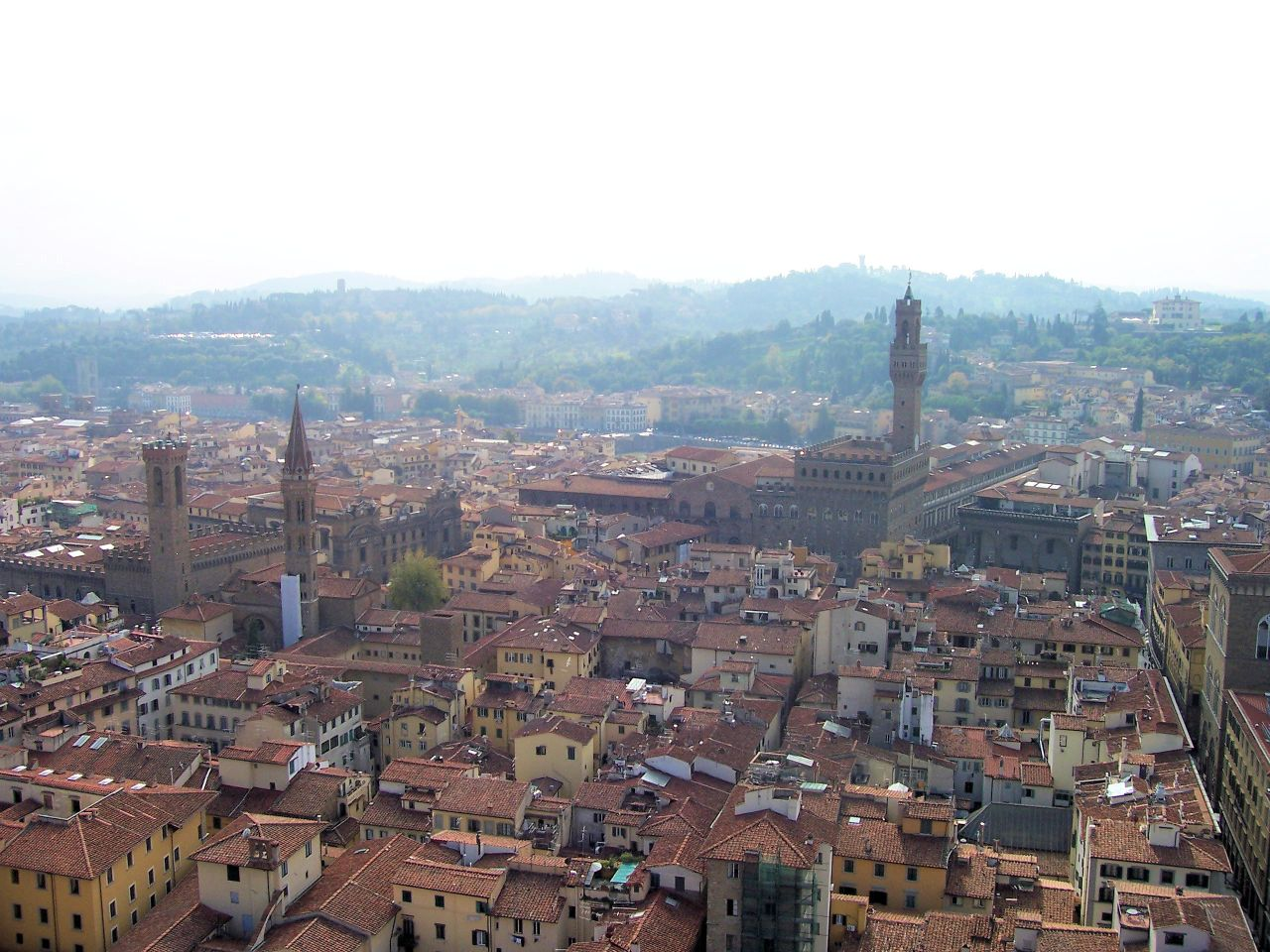
俯瞰佛罗伦萨市中心，可见到旧宫

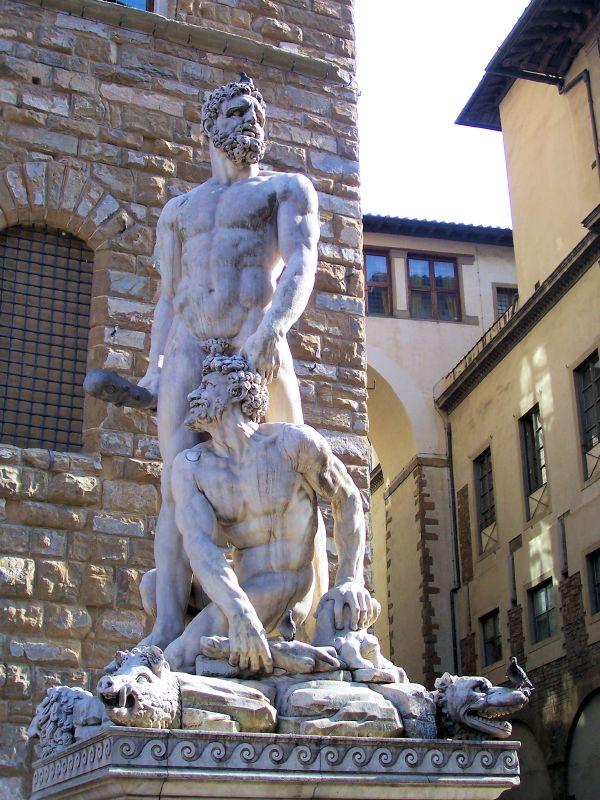
领主广场上的雕塑海格力斯和凯克斯，邦迪奈利

佛罗伦萨被公认为是一个艺术城市，拥有建筑、绘画、雕塑、历史与科学的宝贵遗产，它们构建了这座城市，整座城市如同一个环环相扣的博物馆。
佛罗伦萨的心脏位于领主广场，这里有宏伟的旧宫，兰奇长廊（Loggia dei Lanzi）中的雕塑杰作长廊，以及附近举世闻名的乌菲兹美术馆。不远处是该市的宗教中心圣母百花大教堂，连同其庄严的穹顶，在托斯卡纳大公国时期，据说其阴影能覆盖整个托斯卡纳；陪伴巨大的主教座堂的是极为美丽的乔托钟楼，以及佛罗伦萨圣若望洗礼堂，在其青铜大门之中，还有一扇黄金的“天国之门”。 
阿诺河横贯整个城市，在佛罗伦萨历史和居民生活中占有重要地位。在历史上，这条河一段时间带来商业的利益，一段时间又带来泛滥的洪水，因此佛罗伦萨人对阿诺河是爱恨交加。在阿诺河上的桥梁中，老桥是一座独特的桥梁，桥上开设珠宝店，上层还有贵族行走的瓦萨利走廊（Corridoio vasariano），这也是该市唯一在第二次世界大战中幸存下来的桥梁。
除了乌菲兹美术馆之外，佛罗伦萨还拥有在世界各大城市中出类拔萃的众多博物馆：佛罗伦萨美术学院、巴杰罗美术馆以及碧提宫。佛罗伦萨人自称同时拥有女性美的最佳范例（桑德罗·波提切利的“维纳斯的诞生”）和男性美的最佳范例（米开朗琪罗的“大卫像”）。
阿诺河的左岸（南岸），称为奥特拉诺区，也是一个名胜众多的地区，那里古老的店铺还保存着普拉托利尼所描绘的佛罗伦萨旧日的气氛。不过浓郁的文化氛围更是遍及整座城市：拥有塔楼的街区，那里的墓碑激发了但丁作诗的灵感；在平静的美第奇别墅，“伟大的洛伦佐”洛伦佐·德·美第奇（Lorenzo il Magnifico）经常招待新柏拉图学派的哲学家；佩哥拉劇院（Teatro alla Pergola）和波波里花园，是歌剧第一次上演的地方。
佛罗伦萨是“文艺复兴的摇篮”，拥有众多艺术大师的杰作：伯鲁乃列斯基（育婴堂、佛罗伦萨圣老楞佐大殿、佛罗伦萨圣神大殿）；莱昂·巴蒂斯塔·阿尔伯蒂（新圣母大殿的正立面和鲁切拉宫）。其他风格的杰作也出现在佛罗伦萨：罗曼式的圣米尼亚托大殿，哥特式的佛罗伦萨圣十字大殿，风格主义的詹波隆那或者贝尔纳多·布翁塔伦蒂（海神喷泉和波波里花园），以及20世纪意大利建筑大师的杰作，如佛罗伦萨新圣母车站和弗朗奇球场（Stadio Artemio Franchi），分别由米歇尔西（Giovanni Michelucci）和皮埃尔·奈尔维（Pier Luigi Nervi）设计。

### 广场

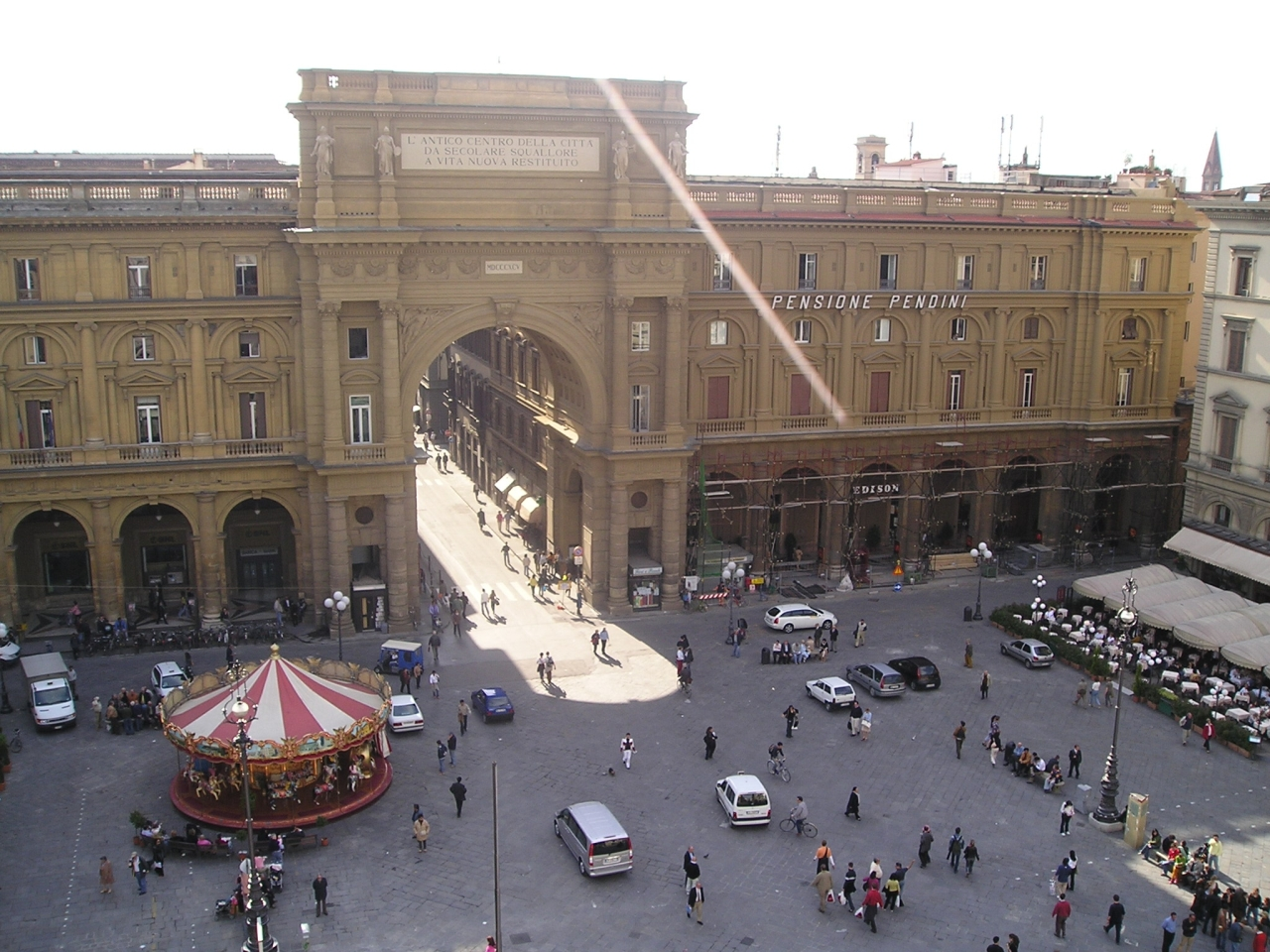
共和广场

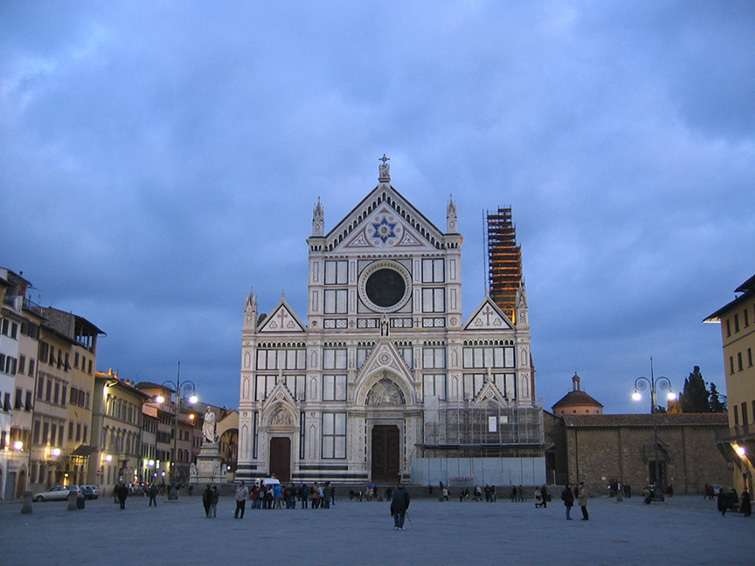
圣十字广场

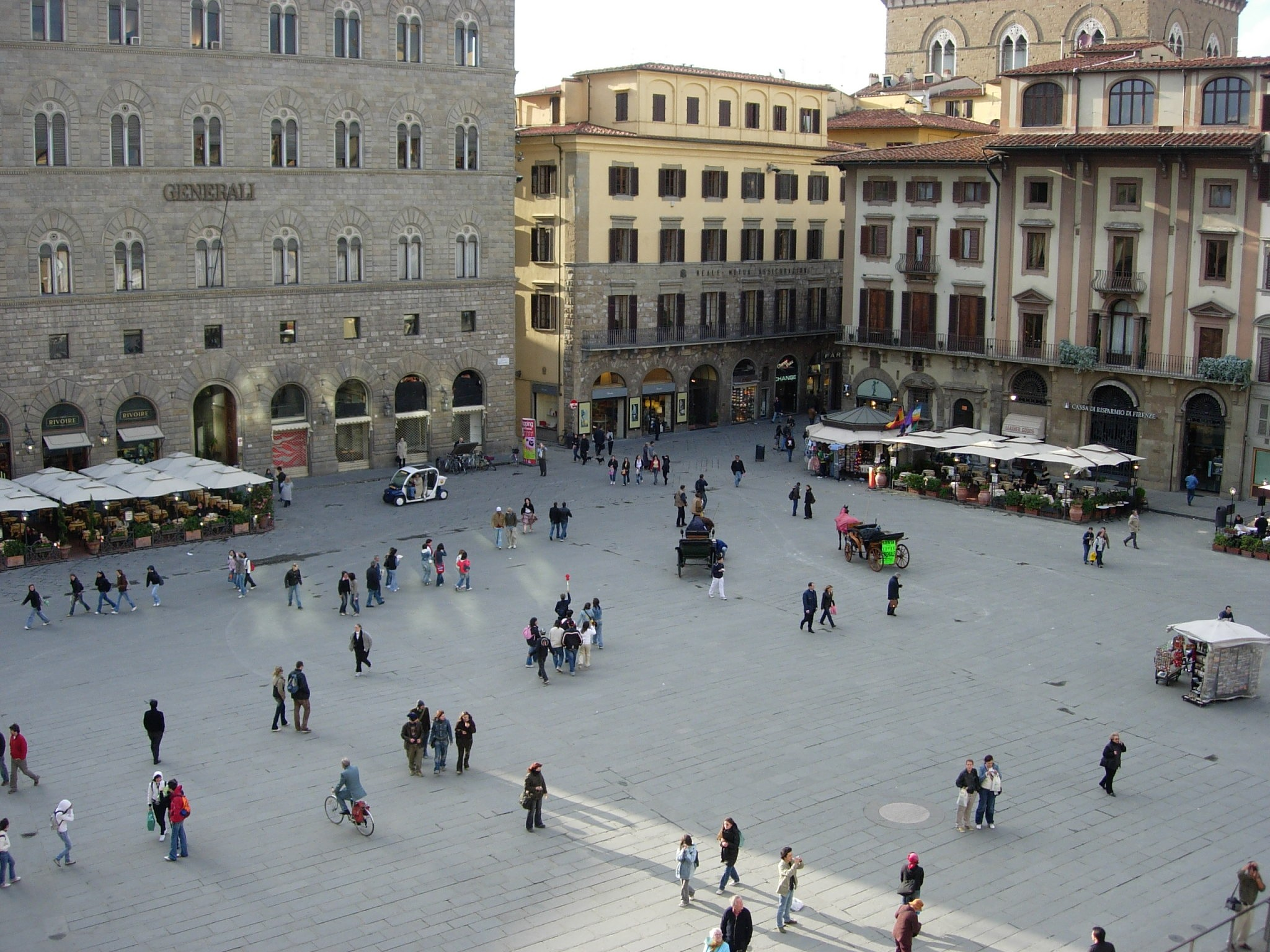
领主广场

领主广场（Piazza della Signoria）领主广场又名西诺利亚广场，是佛罗伦萨的中心广场，呈“L”形，市政厅旧宫及其锯齿形塔楼是广场上的主要建筑，至今仍是该市政治和社会生活的中心。广场上罗列着众多的雕塑杰作，例如大卫像的复制品、科西莫一世青铜骑马像、海神喷泉、海格力斯和凯克斯等等，如同一座壮丽的露天博物馆。
主教座堂广场（Piazza del Duomo）佛罗伦萨的主教座堂广场是意大利最重要的名胜之一，著名的佛罗伦萨主教座堂、乔托钟楼和佛罗伦萨圣若望洗礼堂三大建筑均位于广场上。
共和广场（Piazza della Repubblica）共和广场为一长100米、宽75米的19世纪风格的矩形广场，它起源于古罗马时代，曾是中世纪的犹太人区，现在仍是佛罗伦萨的“客厅”，拥有著名艺术家和作家聚会的咖啡馆、豪华旅馆，拱廊现已辟为雅致的步行区，是该市的旅游热点和主要商业区。
圣十字广场（Piazza Santa Croce）圣十字广场是另一个面积较大的广场，位于佛罗伦萨圣十字大殿之前，形状大致为矩形，在文艺复兴时期成为节庆、表演和竞赛活动理想地点进行，例如每年6月仍在此举行的“化妆足球”（Calcio in costume）比赛。
圣老楞佐广场（Piazza San Lorenzo）圣老楞佐广场位于圣老楞佐大殿后面，侧面是王子小教堂的巨大穹顶。这座广场以每天举行的集市著称。
新圣母广场（Piazza Santa Maria Novella）新圣母广场的正面是华丽的新圣母大殿，是佛罗伦萨的主要广场之一。
圣母领报广场（Piazza della Santissima Annunziata）圣母领报广场是意大利最美丽和谐的广场之一，可能是欧洲城市规划的第一个实例。
圣灵广场（Piazza Santo Spirito）圣灵广场是阿诺河南岸的奥特拉诺区最典型和活跃的广场之一，布满餐馆和夜总会，以及跳蚤市场，佛罗伦萨人喜爱选择此处作为聚会场所。
米开朗琪罗广场（Piazzale Michelangelo）米开朗琪罗广场位于阿诺河南岸，是观察佛罗伦萨的著名地点。
独立广场 (佛罗伦萨)（Piazza dell'Indipendenza）独立广场是位于佛罗伦萨历史中心的一个大型广场，环绕广场的建筑多为19世纪和20世纪初中产阶级所有。

### 宫殿
旧宫（Palazzo Vecchio）
旧宫位于佛罗伦萨的领主广场，是该市市政当局的总部。此处在佛罗伦萨共和国时期，就是市政机构所在地；到科西莫·德·美第奇的托斯卡纳大公国时期，将其变为一座私人宫殿。旧宫博物馆展出布龙齐诺、米开朗基罗和乔尔乔·瓦萨里的作品。

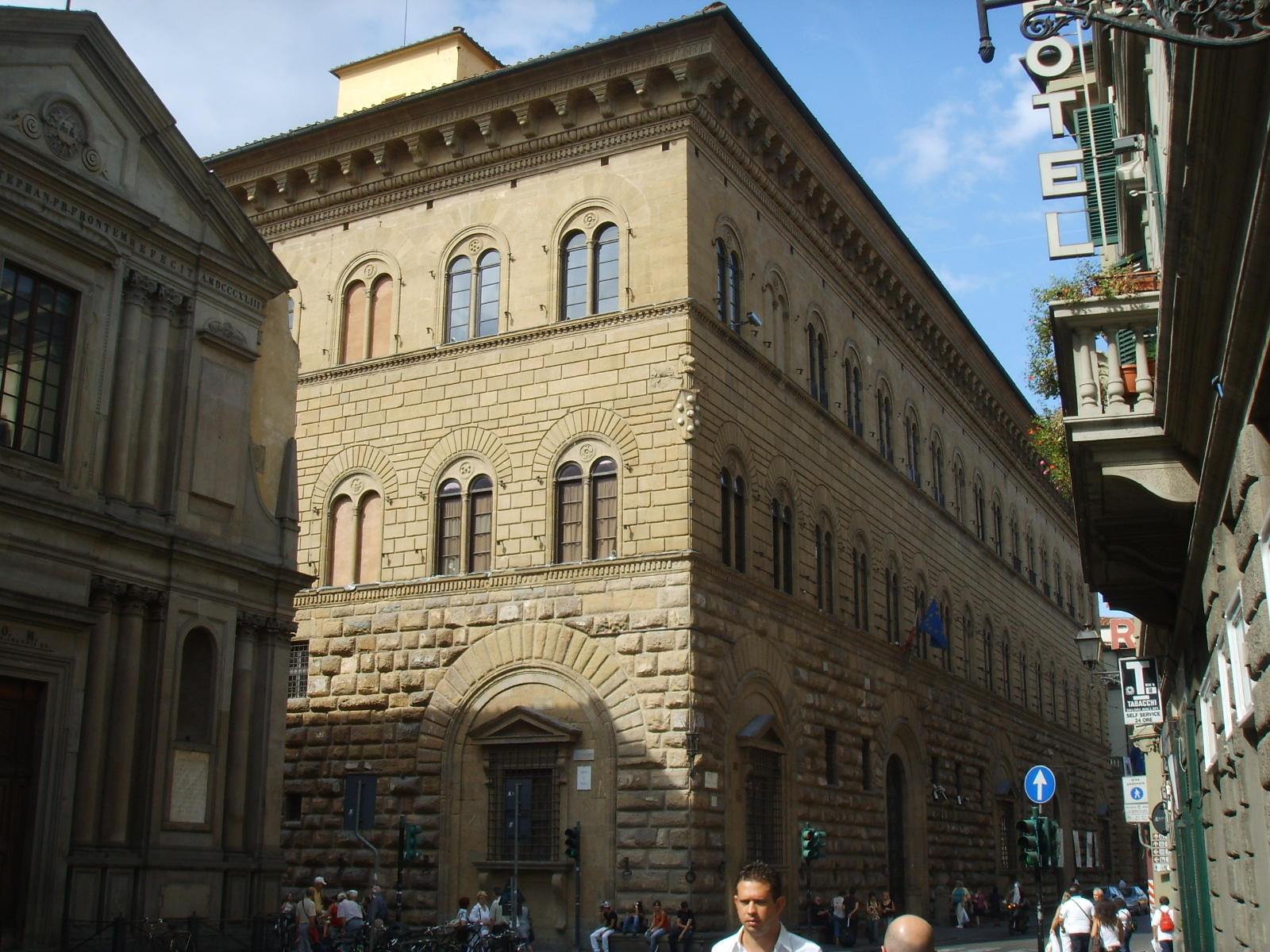
美第奇-里卡迪宫
佛罗伦萨的美第奇-里卡迪宫坐落在拉尔加路（今加富尔路）。在16世纪中叶以前，这里是美第奇家族的“总部”。此处保存有贝诺佐·戈佐利的文艺复兴杰作三王礼拜堂（cappella dei Magi），充满了美第奇家族及当时人物的肖像。

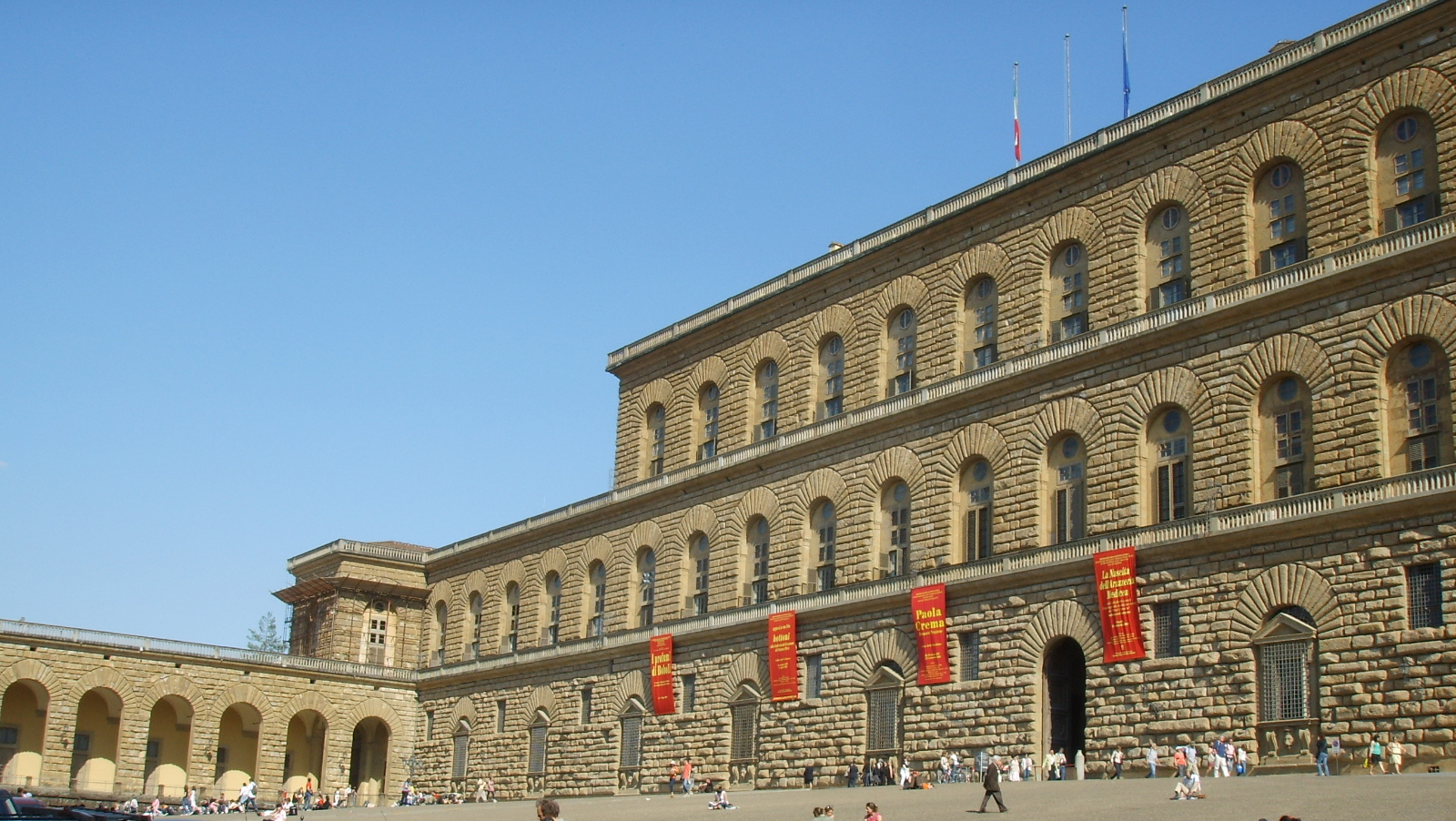
碧提宫
碧提宫是佛罗伦萨的宫廷从16世纪下半叶到萨伏伊王朝，佛罗伦萨首都时期（1865年-1871年）。在数百年中不断进行丰富和扩展，使其成为最重要的艺术城市之一。
鲁切拉宫
鲁切拉宫位于佛罗伦萨的新维尼亚路（via della Vigna Nuova）18号，是15世纪佛罗伦萨建筑的杰作，由莱昂·巴蒂斯塔·阿尔伯蒂设计，是其《建筑十书》中建筑理论的实际应用。
斯特罗齐宫
斯特罗齐宫位于托纳波尼路（via Tornabuoni）的中段，被视作佛罗伦萨文艺复兴民用建筑的典型代表，庄重简朴，巧妙地利用了斜坡。
达万扎蒂宫
达万扎蒂宫位于波尔塔罗萨路（via Porta Rossa），是罕见的14世纪住宅实例，20世纪初恢复dall'antiquario Elia Volpi.今天是一座博物馆
比安卡·凯佩罗宫
比安卡·凯佩罗宫波恩达雷提设计的正立面上涂着5月26日标志。比安卡·凯佩罗是弗朗切斯科一世·德·美第奇的威尼斯情妇，在其历史中充满了阴谋和政变场景，最终以悲剧收场。
安提诺里宫
安提诺里宫位于托纳波尼路尽头的安提诺里广场。建于1461年到1469年

### 塔楼

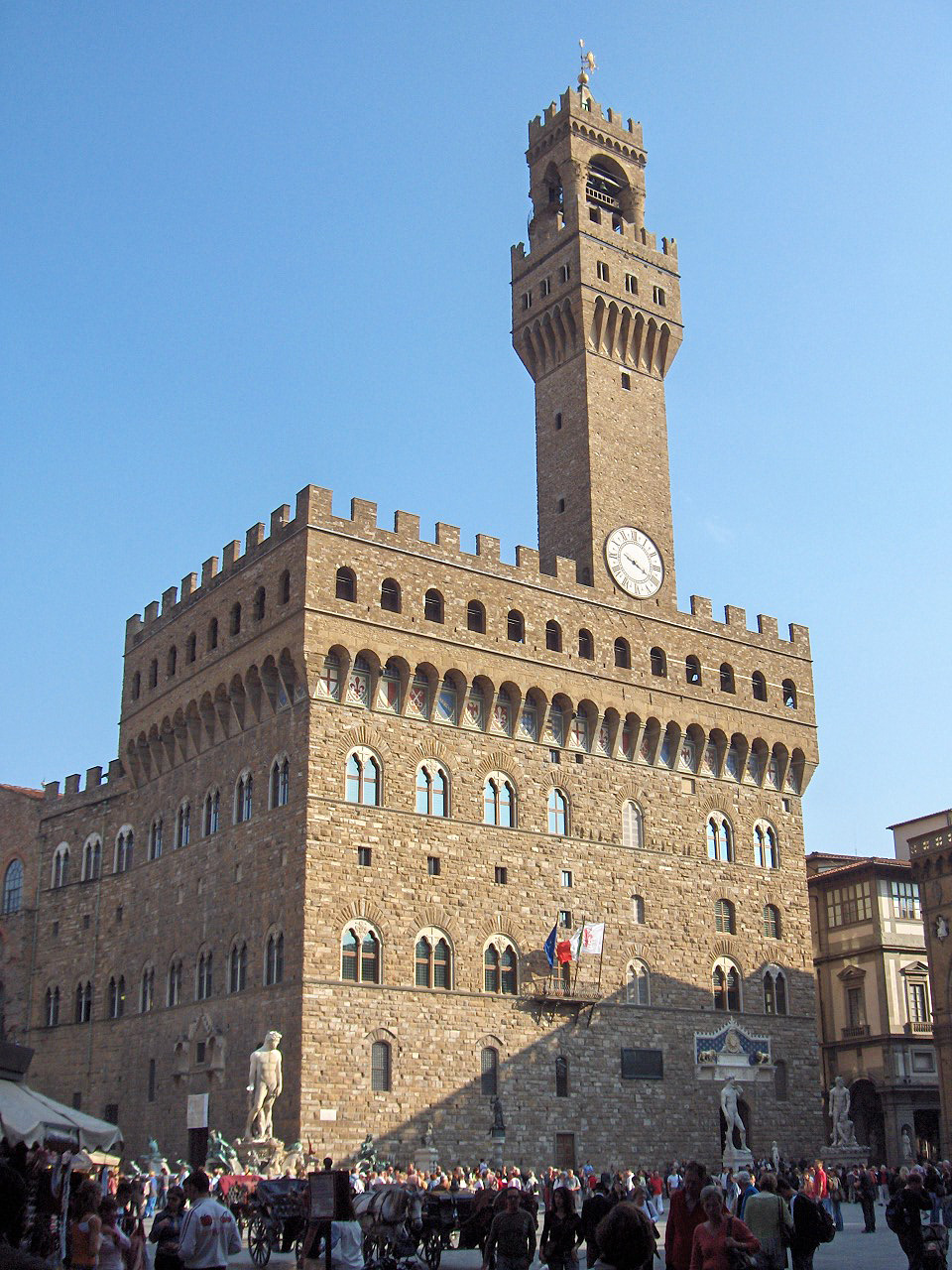
旧宫

阿米德伊塔楼（Torre degli Amidei）阿米德伊塔楼建于中世纪，其中一个已经不是原物，因为已经在1944年被德国地雷摧毁，而另一个据认为是伊特鲁里亚人。
布隆戴蒙堤塔楼（Torre dei Buondelmonti）布隆戴蒙堤塔楼今天的面貌仍然相当忠实于原貌。是一个广场，但承认其高点。在1200年降低为几乎所有塔楼，
切尔基塔楼（Torre dei Cerchi）切尔基塔楼建于大约1200年。这座塔楼邻近多纳蒂家族的塔楼，在黑白党之争期间互相竞争。
多纳蒂塔楼（Torre dei Donati）多纳蒂塔楼这是一座位于佛罗伦萨历史中心的古代塔楼，邻近多纳蒂的另外两座塔楼。雕刻在石头上的简单的纹章，象征着家族的古老。
卡斯塔尼亚塔楼（Torre della Castagna）卡斯塔尼亚塔楼这座塔楼是少数未被“ scapitozzatura ”者，因为那里设有公共机构，因此“不在此列”。该塔楼是少数公众可以进入的佛罗伦萨塔楼之一，现在是一个小型博物馆，展出加里波第意大利军队的历史。

### 凯旋门
佛罗伦萨凯旋门（Arco di Trionfo）佛罗伦萨凯旋门在自由广场，由Jean-Nicolas Jadot建于18世纪，装饰以神话人物的雕塑。

### 教堂

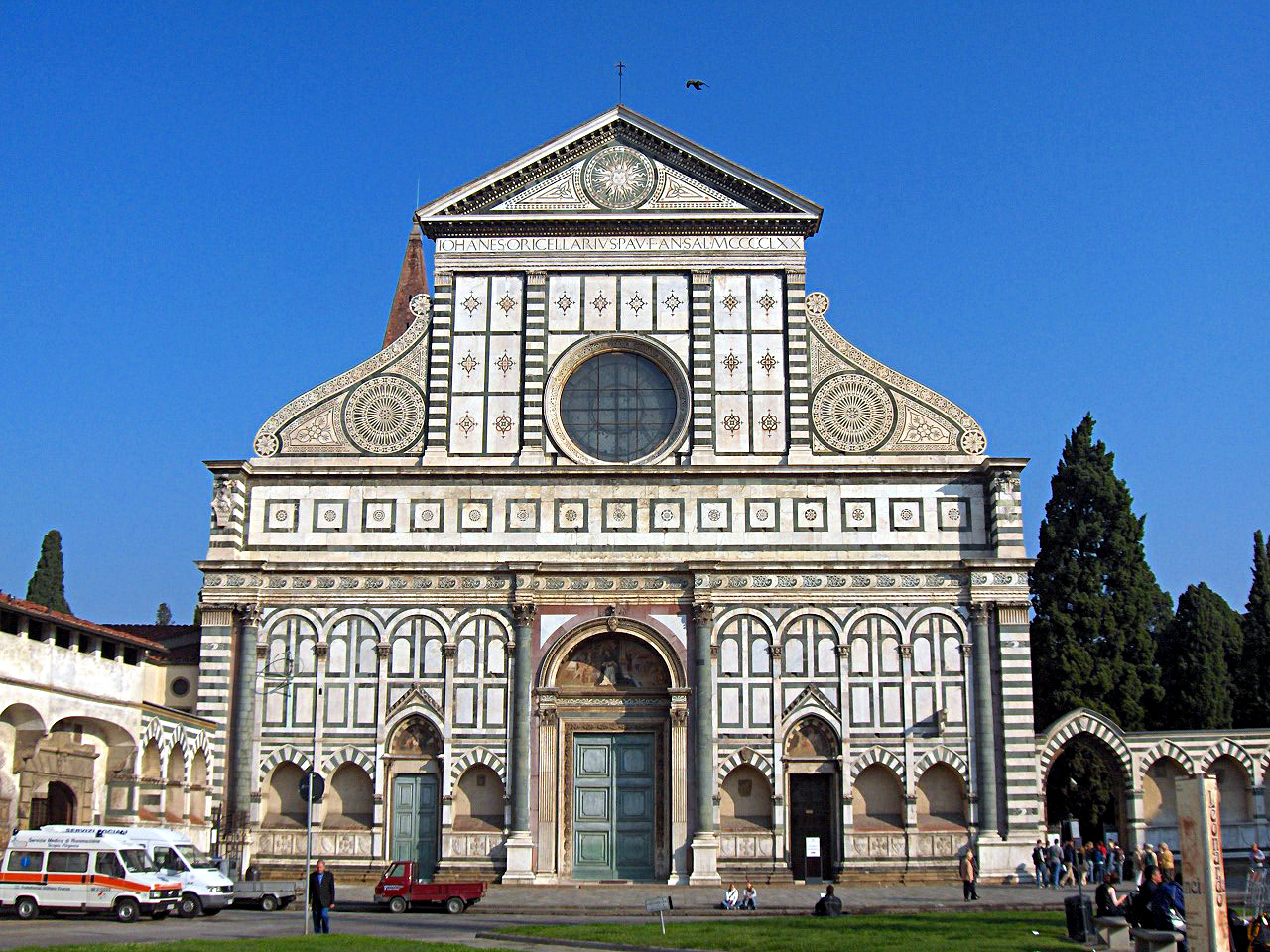
新圣母大殿

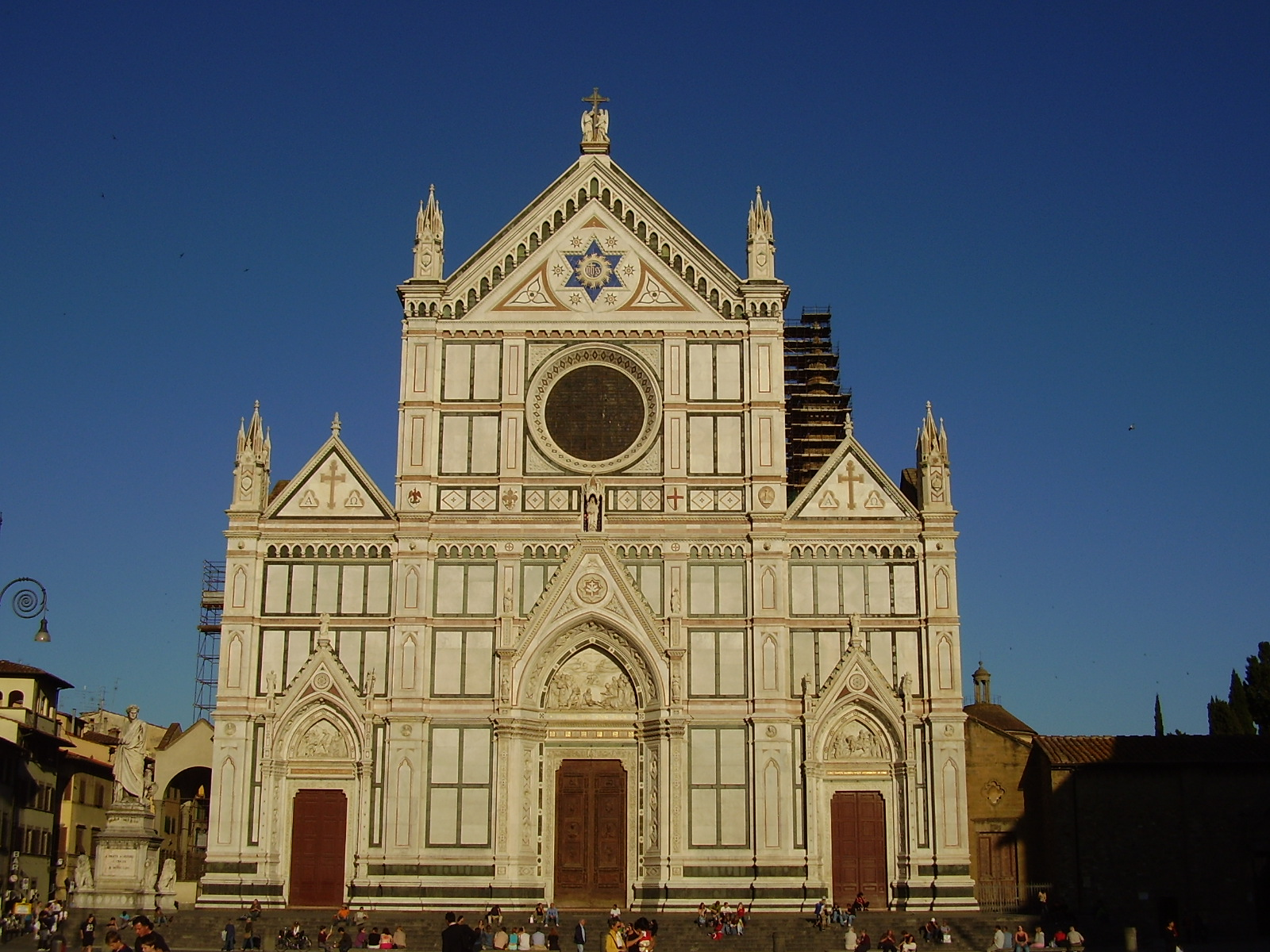
圣十字大殿

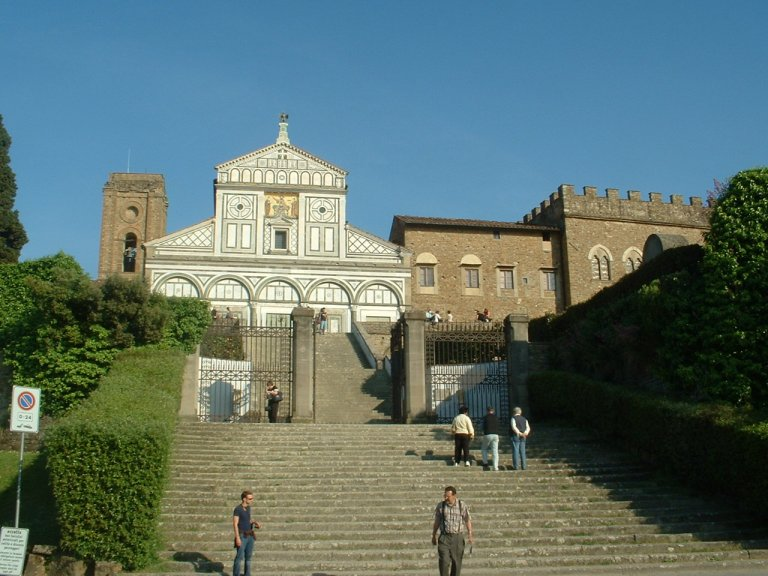
圣米尼亚托大殿

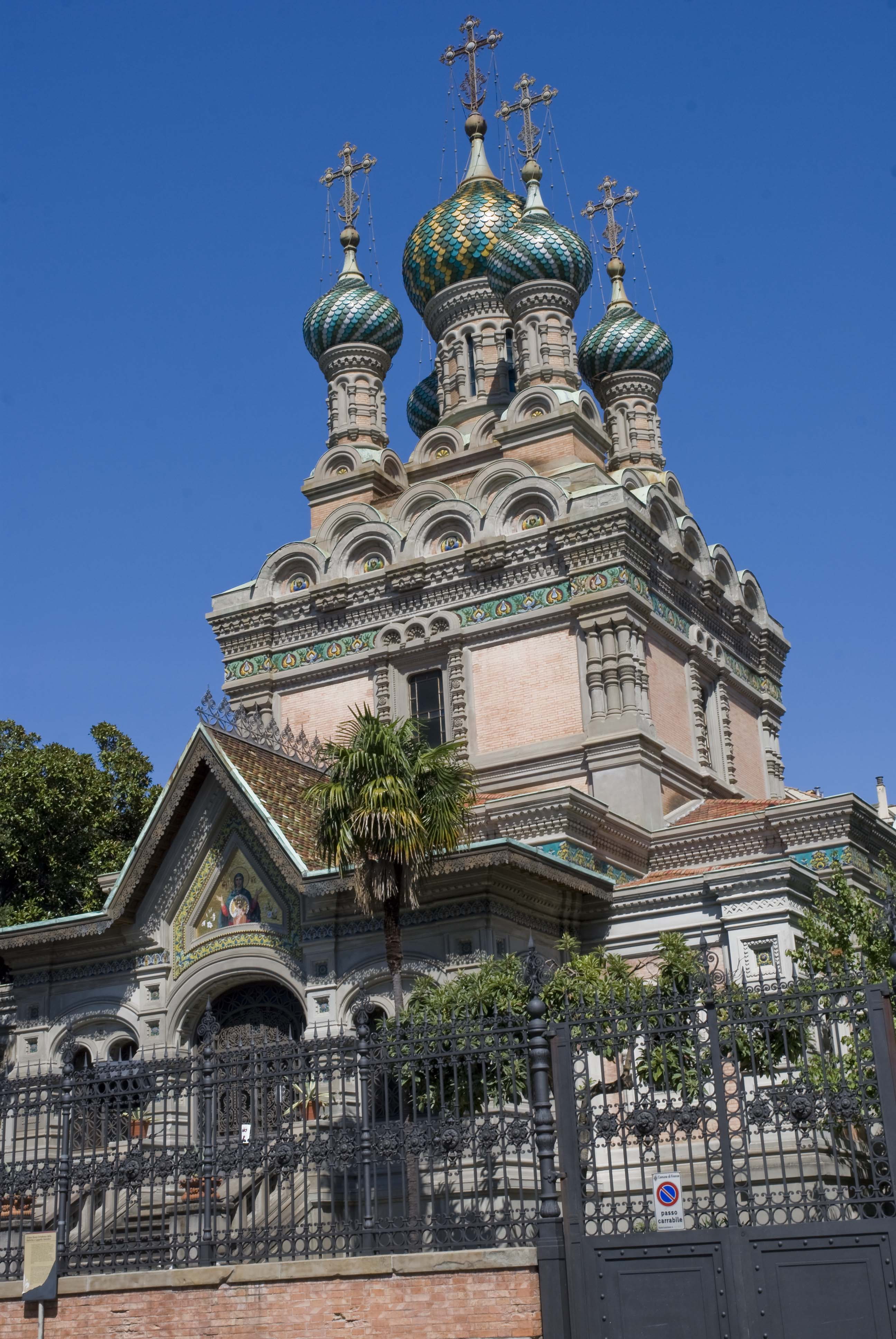
东正教圣诞教堂

佛罗伦萨拥有为数众多的罗马天主教教堂。其中宗座圣殿（Basilica）达到11座，数目在世界上仅次于罗马（65座）、阿根廷的布宜诺斯艾利斯（15座）和波兰的克拉科夫（12座），与另一座意大利城市博洛尼亚并列第四，而超过米兰（9座）、威尼斯（8座）、那不勒斯与巴塞罗那（7座）。

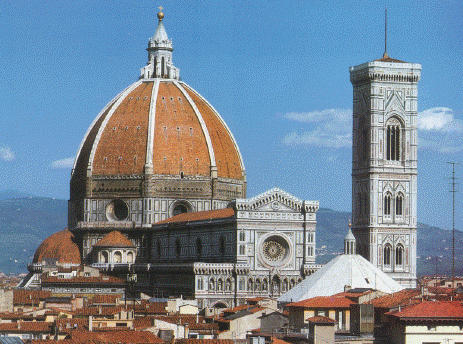
圣母百花大教堂
圣母百花大教堂是佛罗伦萨最著名的建筑物，也是天主教佛罗伦萨总教区的主教座堂，名列欧洲第四大教堂，仅次于梵蒂冈圣伯多禄大殿、伦敦圣保罗座堂和米兰大教堂。菲利波·布鲁内列斯基为其设计了精美而巨大的穹顶，长153米，宽90米，在佛罗伦萨任何地方都可见到。近旁的两座建筑物—钟楼（部分由乔托设计）和圣若望洗礼堂也是亮点。穹顶本身和钟楼都向游客开放，提供了绝佳的观景地点。这座穹顶在建成600年后，仍是世界上最大的用砖和灰泥建造的穹顶。
佛罗伦萨圣若望洗礼堂
佛罗伦萨圣若望洗礼堂这是该市现存最古老的建筑之一，建于1059年到1128年，其神秘的起源和发生的许多事件颇具戏剧性。圣若望洗礼堂呈八角形，与圣母百花大教堂和乔托钟楼一同坐落在主教座堂广场，其美丽的装饰体现了佛罗伦萨这座城市的精良工艺，包括其穹顶的镶嵌工艺，而Lorenzo Ghiberti的三组刻有精美浮雕的青铜大门，被米开朗琪罗称为“天堂之门”。美第奇家族成员和诗人但丁均在此受洗。
新圣母大殿（Basilica di Santa Maria Novella）
新圣母大殿是佛罗伦萨的著名教堂之一，属于道明会，坐落在新圣母广场，保存了一些无价的艺术珍品，例如马萨乔、保罗·乌切洛、菲利比诺·李比和多米尼哥·基尔兰达约的壁画，其正立面则是莱昂·巴蒂斯塔·阿尔伯蒂和谐与感觉的杰作。
佛罗伦萨圣十字大殿（Basilica di Santa Croce）
佛罗伦萨圣十字大殿是方济各会最大的教堂之一，也是意大利最大的哥特式建筑之一。在佛罗伦萨圣十字大殿安葬了为数众多的意大利历史上最杰出的艺术家、作家和科学家，例如但丁、米开朗琪罗、伽利略、马基雅维利、罗西尼和马可尼，因而被称为“意大利的先贤祠”。
佛罗伦萨圣老楞佐大殿
佛罗伦萨圣老楞佐大殿是美第奇家族从发迹直到消亡的家族教堂，不断增添菲利波·布鲁内列斯基、多那太罗和米开朗琪罗等最好的建筑师、画家和雕刻家的杰作；几乎所有家族成员的墓地都在这里。
佛罗伦萨圣神大殿（Basilica di Santa Maria del Santo Spirito）
佛罗伦萨圣神大殿是菲利波·布鲁内列斯基最后一部也是最合乎理性的一部作品，完成于他去世以后，其开放空间与充满空间的组合惊人的和谐，并且充满了天然光线。
佛罗伦萨圣弥额尔教堂（Orsanmichele）
佛罗伦萨圣弥额尔教堂奇怪的形状是由于其实在古代这里曾经是一座谷仓，后来成为教堂，教堂正面外部的14个壁龛，分别由各个行会负责捐建各自主保圣人的雕像。
佛罗伦萨圣母领报大殿（Basilica della Santissima Annunziata）
佛罗伦萨圣母领报大殿是佛罗伦萨的圣母朝圣地，圣母忠仆会的发源地；这座教堂充满了从14世纪到19世纪的艺术杰作，坐落在同名的圣母领报广场（欧洲第一个城市规划的范例之一）。
佛罗伦萨诸圣教堂
佛罗伦萨诸圣教堂属于阿美利哥·维斯普西家族，其平稳的外观是在超过6个世纪的干预下，艰难融合的结果。
佛罗伦萨卡尔米内圣母大殿（Basilica di Santa Maria del Carmine）
佛罗伦萨卡尔米内圣母大殿以布兰卡契礼拜堂的杰作而举世闻名。在这里，马萨乔和马索利诺所作的壁画，首次显示出从后期哥特式学派出现了明显的新风格：文艺复兴。
佛罗伦萨天主圣三大殿
佛罗伦萨天主圣三大殿属于“Vallumbrosan”修会，是佛罗伦萨第一座意大利哥特式教堂；显然是受到了多米尼哥·基尔兰达约的杰作，沙西地教堂壁画的影响。
佛罗伦萨圣玛尔谷大殿
佛罗伦萨圣玛尔谷大殿连同圣玛尔谷修女院，在佛罗伦萨历史上写下重要的一页，包括下列重要人物：科西莫·德·美第奇、安东尼诺·白罗齐、贝阿托·安吉利科，以及萨佛纳罗拉。
圣盖塔诺教堂
圣盖塔诺教堂是冷静文雅的佛罗伦萨巴洛克艺术的最高表达，这是该市艺术史上最近重新发现的一个时期，在此表达了它的冷静与文雅。
圣米尼亚托大殿
圣米尼亚托大殿是佛罗伦萨最高的建筑之一，已经有800年的历史，是意大利和欧洲罗曼式建筑的最佳范例之一。
佛罗伦萨的切尔托萨
佛罗伦萨的切尔托萨在1314年由富有的尼克洛·阿奇亚奥里建造，孤单地竖立在城市南部的Galluzzo山丘，熙笃会修道院内仍有丰富的艺术品收藏。
俄国东正教圣诞教堂
俄国东正教圣诞教堂在19世纪下半叶，俄国东正教会在大片绿地的中心，建造了这座组合了许多奇特的装饰与色彩的异国情调的俄罗斯建筑，周围由熟铁栅栏环绕。

### 桥梁

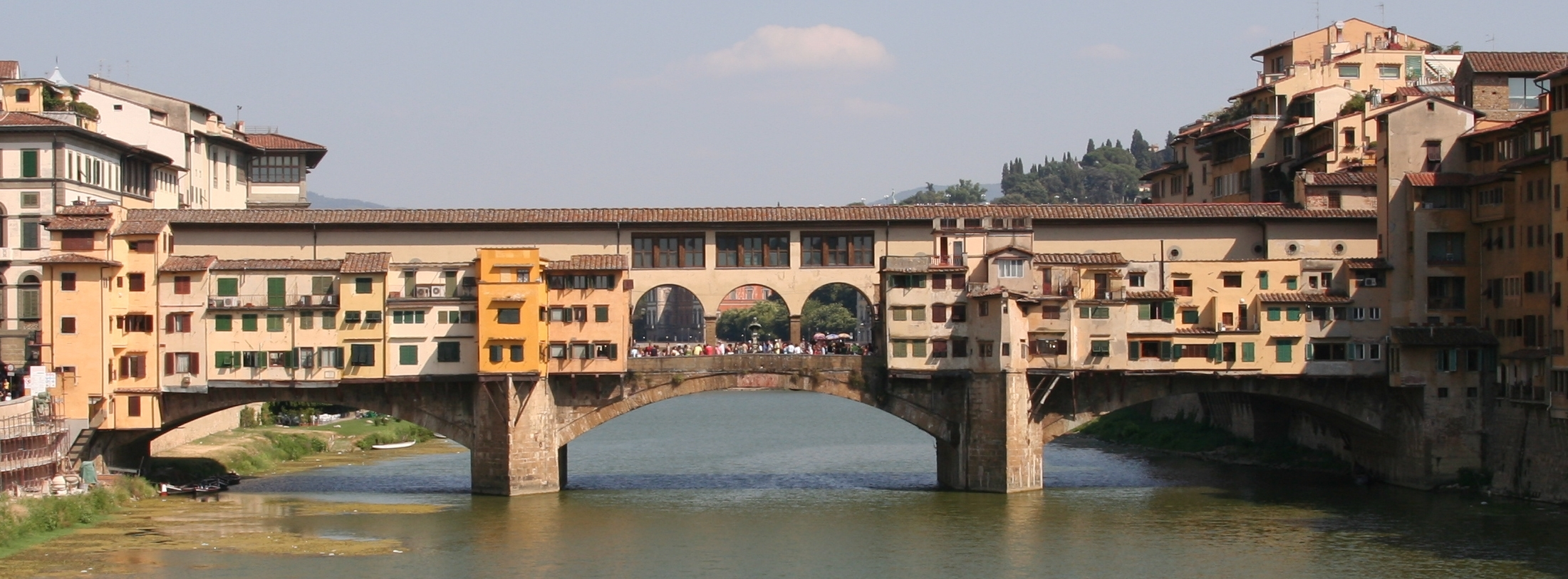
从天主圣三桥看老桥

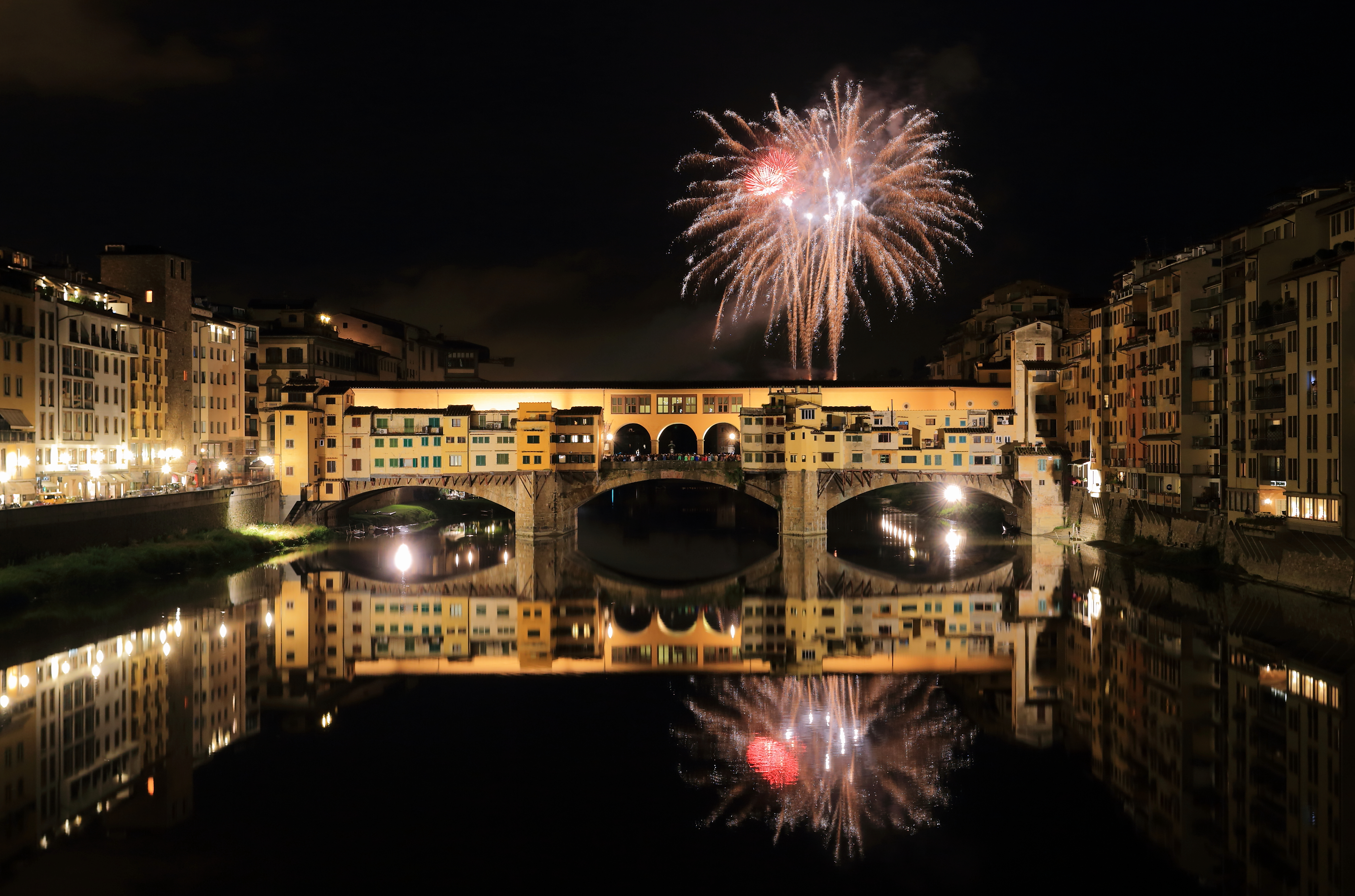
夜晚老桥上的焰火

老桥
老桥是佛罗伦萨的标志，位于阿诺河最狭窄之处。最初的建造可以追溯到古罗马时期。这也是1944年德国撤退时在佛罗伦萨唯一没有炸毁的桥梁。
天主圣三一桥
天主圣三一桥该桥得名于天主圣三教堂。这是意大利和全欧洲最美丽的桥梁之一。
感恩桥（Ponte alle Grazie）佛罗伦萨的第三座石桥，建于1237年，当时就已经是石桥，有9个桥拱（19世纪减少到5个），位于河流的最宽处。
卡瑞拉桥（Ponte Carraia）
该桥建于1218年，是一座木桥，取名“新桥”。这是仅次于老桥的第二座桥梁，在被洪水冲毁后改建为石桥。
圣尼可罗桥（Ponte di San Niccolò）
第一座桥名为圣费尔南多桥（San Fernando），建于1836年到1837年。这是位于佛罗伦萨市中心上游的一座桥。

### 绿地

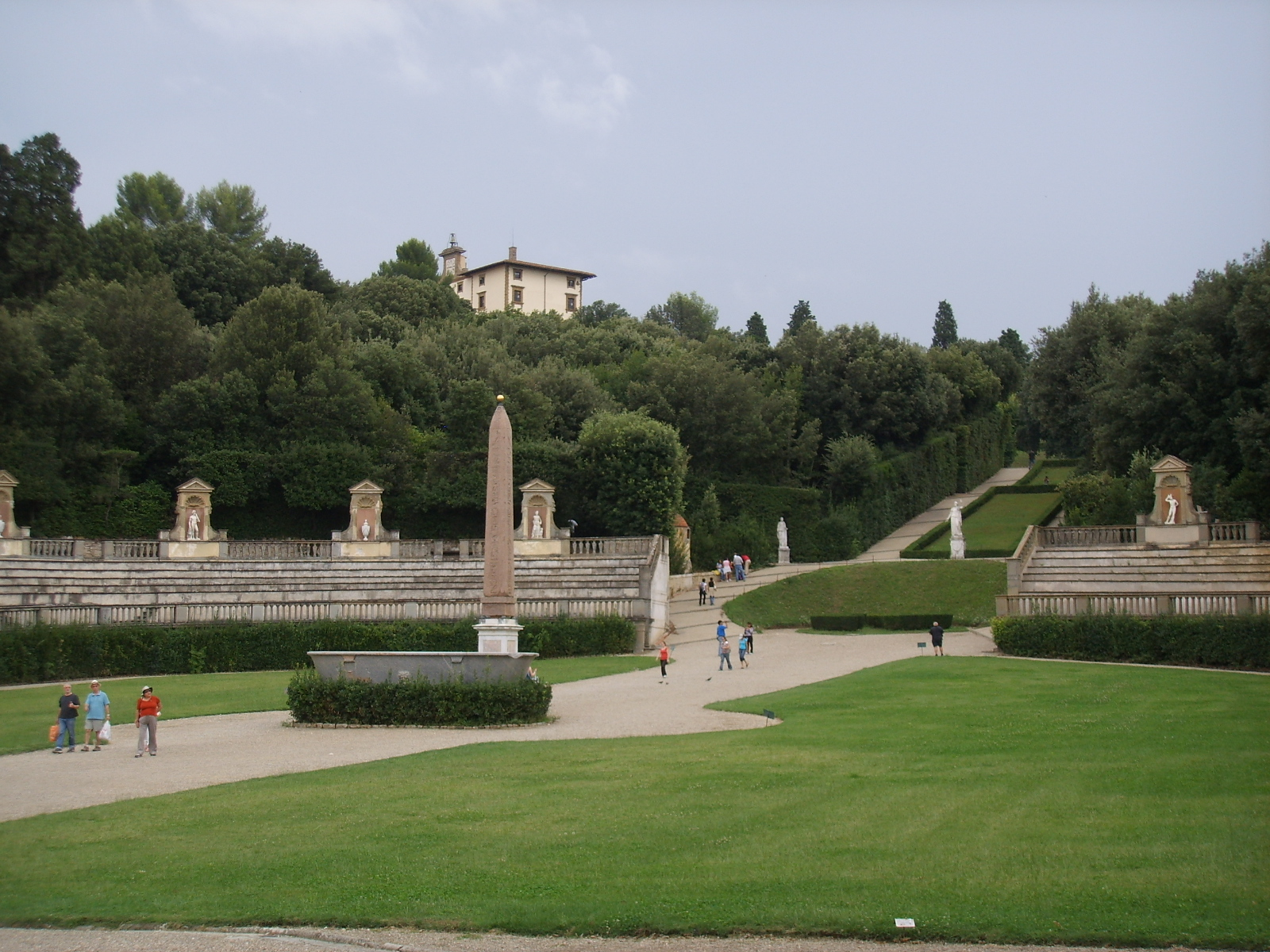
波波里花园

波波里花园（Giardino di Boboli）
波波里花园，连同碧提宫和观景城堡，是意大利历史园林的最佳实例之一。这座花园每年接待超过80万游客，不仅具有历史和风景价值，而且收藏的从古罗马时期到16世纪和17世纪雕塑也很重要。

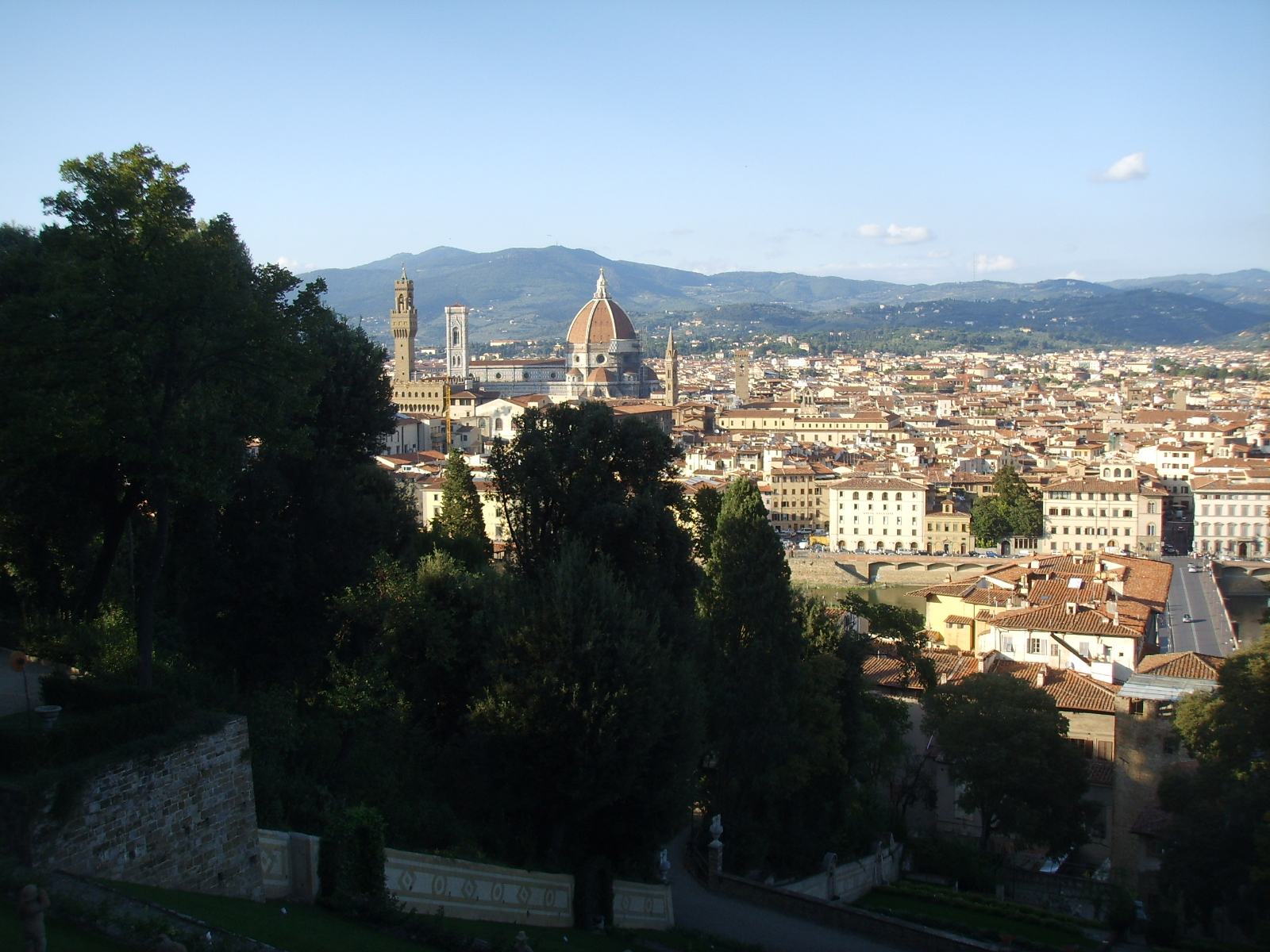
巴尔迪尼花园
巴尔迪尼花园环绕着巴尔迪尼别墅，位于该市南部的山丘上，距离波波里花园顶部的观景城堡不远；公园的大部分从米开朗琪罗广场清晰可见。2007年6月，公园和别墅在经过长期恢复后都向公众开放。
卡西内公园
卡西内公园是佛罗伦萨最大的公园，开始于维托里奥韦内托广场，以阿诺河和Mugnone Macinante运河为天然边界
佛罗伦萨玫瑰园
佛罗伦萨玫瑰园是奥特拉诺区一个美丽的公园，低于西面的米开朗琪罗广场，in Viale Giuseppe Poggi.
Iris花园（Giardino dell'Iris）
Iris花园位于佛罗伦萨米开朗琪罗广场的东侧。它只在5月向公众开放，那时举办一年一度的iris国际比赛。
天真花园（Giardino dei Semplici）
天真花园是佛罗伦萨大学自然史博物馆的一部分，成立于1545年，是意大利第三座植物园。

### 城墙与城门

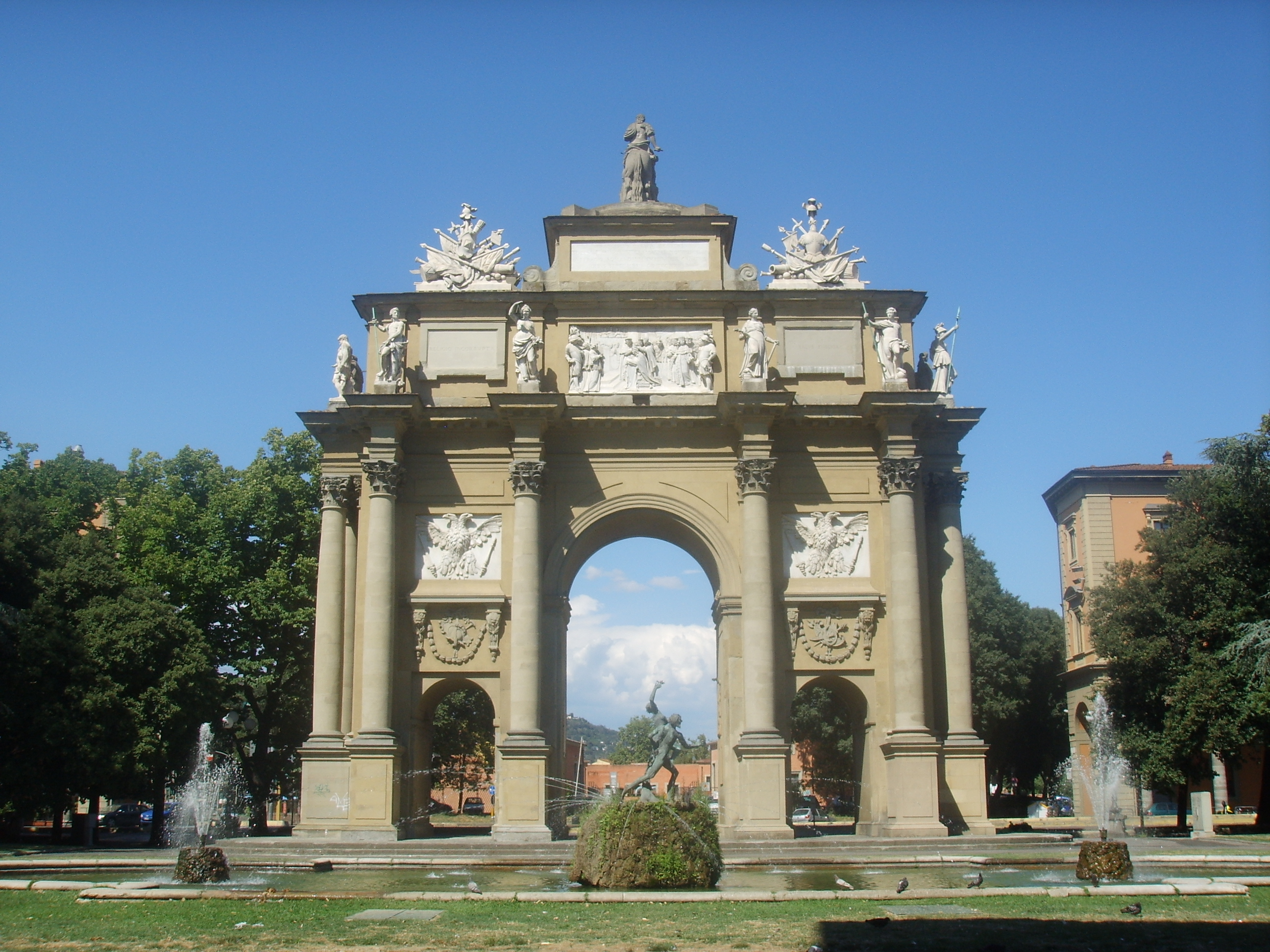
自由广场

佛罗伦萨城墙是该市古老的环形防御体系，与城市一同出现，共有6道不同的轨迹，其中最后一道建于16世纪中叶。城墙上设有不同的城门和塔楼： 
罗马门
罗马门是佛罗伦萨城墙的南门，出此门可前往锡耶纳和罗马。
圣弗莱蒂亚诺门
圣弗莱蒂亚诺门是佛罗伦萨城墙的一部分，位于西部的奥尔特拉诺区，得名于齐名的村庄，建于通往比萨的路上。
圣乔治门
圣乔治门是佛罗伦萨城墙的一部分，位于奥尔特拉诺区的圣莱昂纳多路和圣乔治路之间，这里有现存最长的一段城墙。
圣米尼亚托门
圣米尼亚托门是佛罗伦萨城墙的一部分，位于奥尔特拉诺区的圣尼可罗地区，介于圣米尼亚托和山上十字架路（via Monte alle Croci）之间。其名称源自于此处是通往圣米尼亚托大殿道路的起点。
十字架门
十字架门是佛罗伦萨城墙上幸存的壮观城门之一，位于环形林荫大道上的贝卡里亚广场。
圣伽洛门
圣伽洛门是佛罗伦萨城墙的一部分，位于自由广场，正对凯旋门。
法恩扎门
法恩扎门是佛罗伦萨城墙的一部分，位于今天法恩扎路的尽头。
普拉托门
普拉托门是佛罗伦萨城墙的一部分，位于一个交通繁忙的广场的中心，汇聚了罗塞利大道、莫塞桥路和贝尔菲奥雷大道。
圣尼可罗门
圣尼可罗门是佛罗伦萨城墙的一部分，位于奥尔特拉诺的波吉广场。今天它孤立地坐落在那里，魁伟而高耸，更像一座塔楼（尽管过去所有佛罗伦萨的城门都是如此），有时被称为圣尼可罗塔楼。从这里开始circle south.
铸币厂塔楼（Torre della Zecca）
铸币厂塔楼靠近佛罗伦萨城墙东部与阿诺河汇合处，也可称为“东端塔楼”。今天孤立于环形道路与通向旧铸币厂道路汇合处的中间。
Serpe塔楼（Torre della Serpe）
Serpe塔楼是14世纪佛罗伦萨城墙的一部分。这座塔楼现在位于繁忙的环形道路中间一个岛上

### 墓地

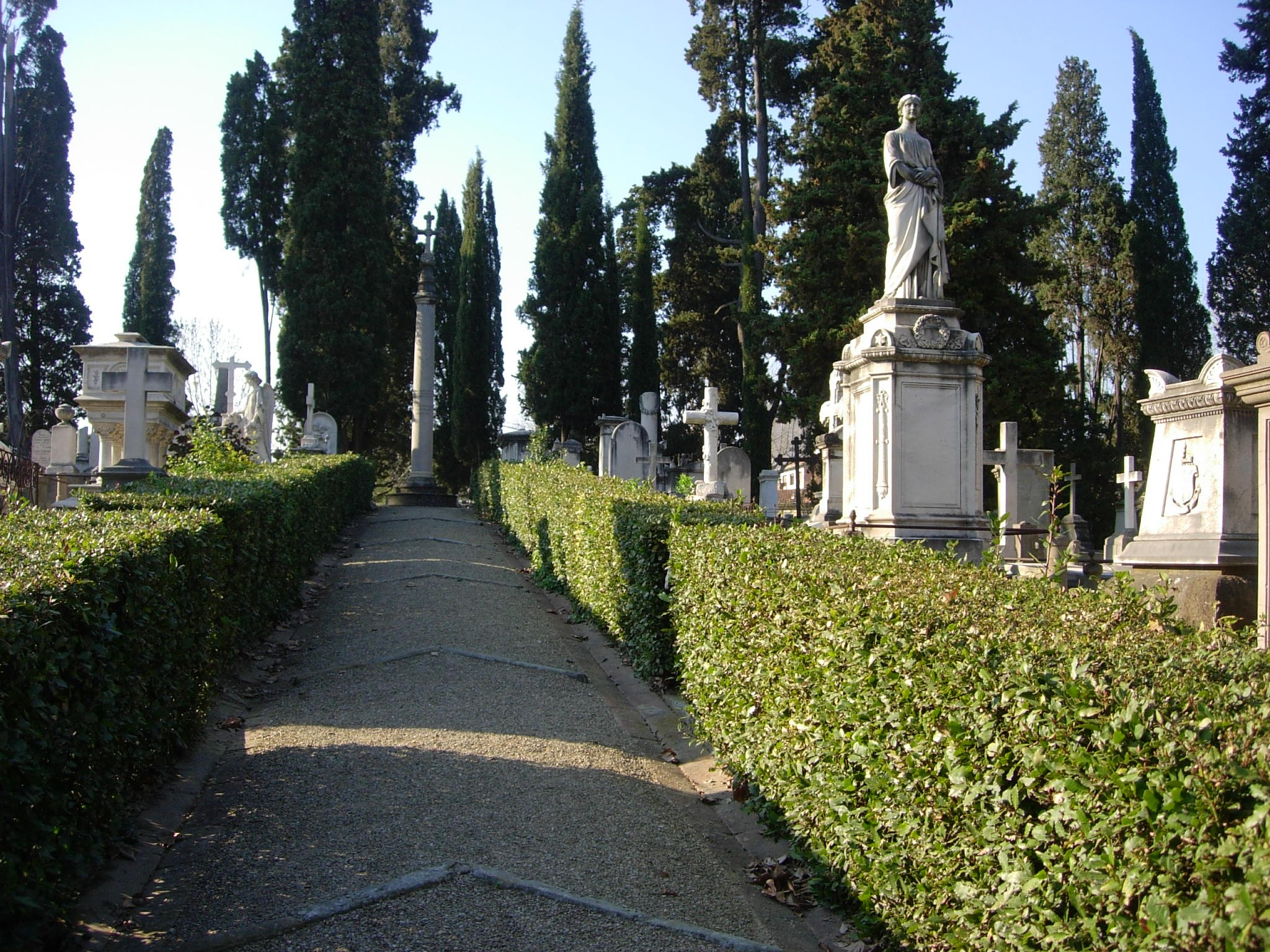
英国公墓

脱莱斯比亚诺公墓（Cimitero di Trespiano）脱莱斯比亚诺公墓意大利最大的公墓之一。
圣门公墓（Cimitero delle Porte Sante）圣门公墓位于城墙以内，环绕圣米尼亚托大殿。
英国公墓（Cimitero degli Inglesi）英国公墓位于佛罗伦萨Donatello广场，建于1827年。
佛罗伦萨希伯来公墓（Cimitero monumentale ebraico）佛罗伦萨希伯来公墓位于亚里斯多德大道，文艺复兴时期城墙以外，因为当时不允许犹太人葬在城内。

### 美第奇别墅

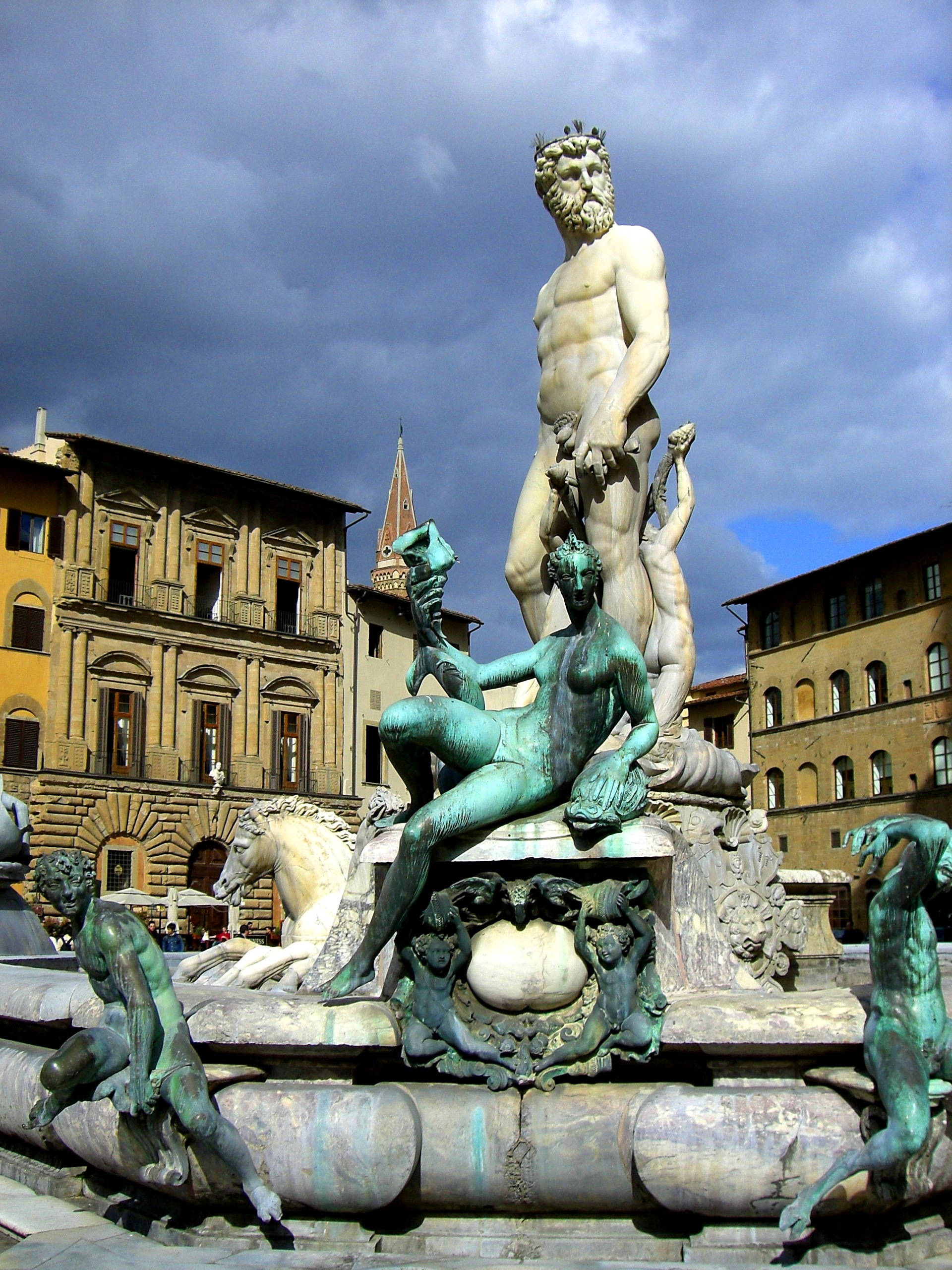
海神喷泉

在山上和佛罗伦萨周围的乡村，有不少属于美第奇家族的古老别墅。以下是位于佛罗伦萨市区内的，其中一些定期向公众开放，另外一些属于私人所有。
- 卡雷吉美第奇别墅
- 卡斯特洛美第奇别墅
- La Petraia美第奇别墅
- Topaia美第奇别墅
- Marignolle美第奇别墅
- Poggio Imperiale美第奇别墅
- 观景城堡（Forte Belvedere）

### 其他别墅
- Gamberaia别墅
- Quiete别墅
- Corsini别墅
- Pietra别墅

### 街道
卡尔查依欧利路（Via dei Calzaiuoli）
卡尔查依欧利路是佛罗伦萨最中心也是最雅致的一条街道，总是行人熙熙攘攘，沿路有许多高档商店。
托纳波尼路（Via de' Tornabuoni）
托纳波尼路是历史中心的一条街道，特点是拥有许多设计精良的小型时装店和珠宝店，两侧有许多历史建筑。
皇帝党路（Via Ghibellina）
皇帝党路是佛罗伦萨市区最长的街道之一，沿路有巴杰罗宫（palazzo Bargello）、博爾蓋塞宫（palazzo Borghese）等建筑。
加富尔路（Via Cavour）
加富尔路是市中心北部的主要街道之一，沿路有许多宫殿，例如佛罗伦萨省的驻地美第奇-里卡迪宫（Palazzo Medici Riccardi）、Marucelliana图书馆，以及其他许多历史建筑。
希爾斯大街（Viale dei Colli）
希爾斯大街经过环绕奥特拉诺区中心区的山丘，通往华丽的观景平台米开朗琪罗广场，沿路有带有眺望台和小屋的花园，毗邻米开朗琪罗广场的是玫瑰园（Giardino delle Rose）和Iris花园（Giardino dell'Iris）。
环形林荫大道（Viali di Circonvallazione）
环形林荫大道包括在阿诺河北岸环绕佛罗伦萨市中心的许多段林荫道（二至四车道），受到了巴黎林荫大道的启发，修建于佛罗伦萨充当意大利首都的时期。

## 文化

### 剧院
- 佩哥拉剧院（Teatro alla Pergola）：意大利最古老的剧院之一
- Teatro Comunale di Firenze
- Teatro Verdi (Firenze)
- Teatro Goldoni (Firenze)
- Teatro_Niccolini_（Firenze，“西瓜剧院”）

### 博物馆和美术馆

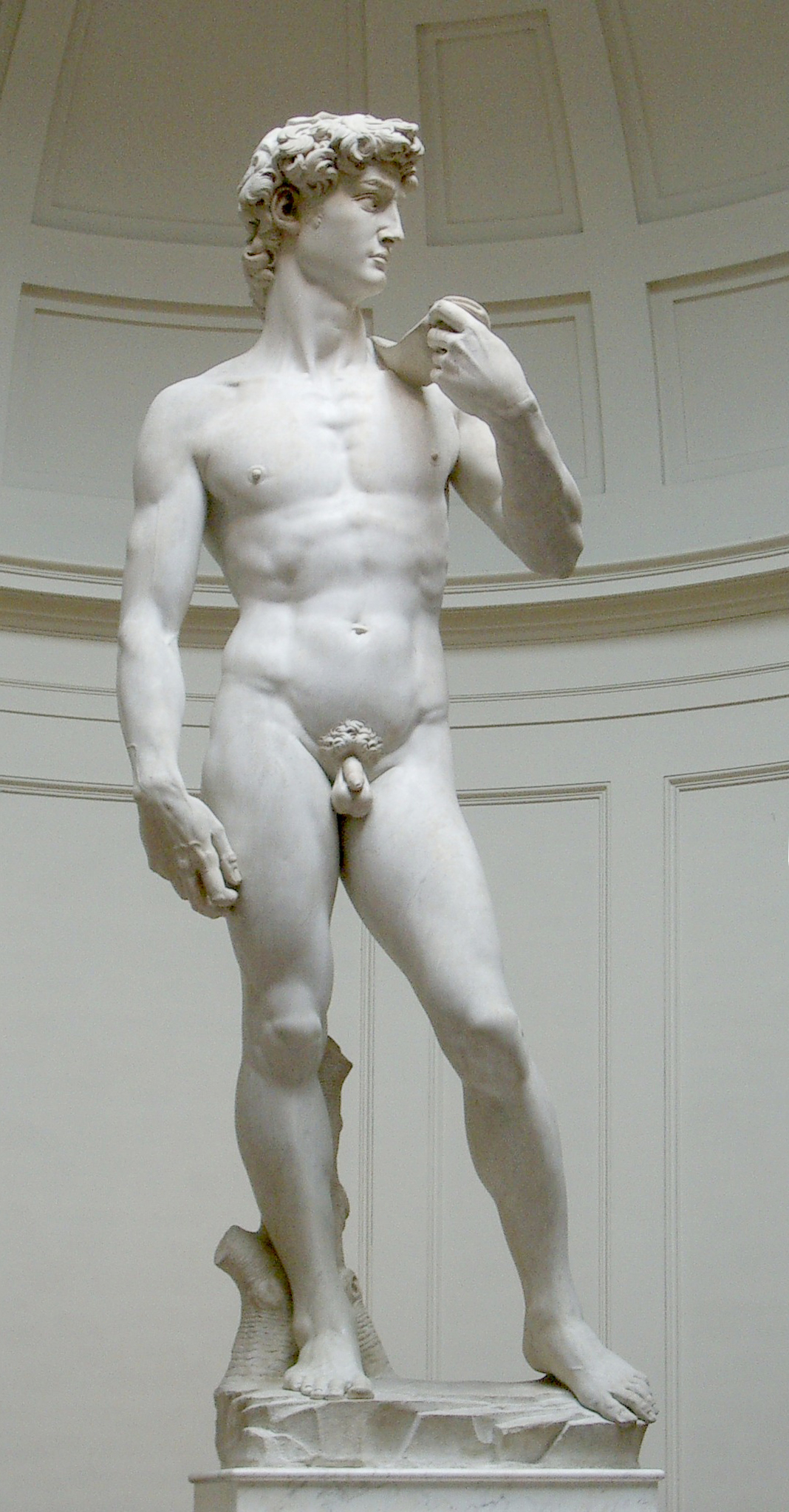
米开朗基罗的大卫像

乌菲兹美术馆（Galleria degli Uffizi）乌菲兹美术馆是世界上最重要的美术馆之一，该馆展出美第奇家族所有的艺术收藏，对于佛罗伦萨文艺复兴艺术品的收藏无与伦比。这里按照风格和年代分为45个展厅，对桑德罗·波提切利作品的收藏最为丰富，对古代雕塑的收藏也颇为丰富。
旧宫（Palazzo Vecchio）旧宫在成为科西莫一世大公的住处之前，旧宫作为佛罗伦萨的政治中心已有2个世纪，其历史反映在非凡的内部装潢与艺术品收藏中
瓦萨利走廊（Corridoio vasariano）瓦萨利走廊是科西莫一世修建，联系旧宫与碧提宫的通道，经过老桥上方。
學院美術館（Galleria dell'Accademia）學院美術館以收藏米开朗基罗的雕塑而举世闻名，其中就包括宏伟的大卫像。
碧提宫（Palazzo Pitti）碧提宫这座宫殿是佛罗伦萨最为全面的，包括8个博物馆：帕拉提那美术馆（Galleria Palatina）现代美术馆（Galleria d'arte moderna）
巴杰罗美术馆（Museo nazionale del Bargello）巴杰罗美术馆是该市最重要的雕塑展馆，包括米开朗基罗、多那太罗、的文艺复兴杰作
圣玛尔谷国立博物馆（Museo nazionale di San Marco）圣玛尔谷国立博物馆在圣玛尔谷修女院保存有世界上最好的贝阿托·安吉利科作品。这里还有其他文艺复兴时期的作品，以及旧市场区的圣石，已于1895年被毁，为共和广场腾出空位。
佛罗伦萨圣老楞佐大殿的美第奇礼拜堂（Cappelle Medicee）美第奇礼拜堂是自15世纪起美第奇王朝的安葬地点，其中有米开朗琪罗设计的豪华的新圣具室（Sagrestia Nuova）和Cappella dei Principi.
硬石博物馆（Museo dell'Opificio delle Pietre Dure）硬石博物馆硬石博物馆源于佛罗伦萨，其活动宗旨为修复这一领域的艺术与科学作品。
佛罗伦萨自然史博物馆（Museo di storia naturale di Firenze）佛罗伦萨自然史博物馆属于佛罗伦萨大学，是意大利最重要的同类博物馆之一，分散在该市不同地点。
科学史博物馆（Museo di storia della scienza）科学史博物馆仍然是世界上最重要的科学博物馆之一，收藏有伽利略所使用的工具。
主教座堂博物馆（Museo dell'Opera del Duomo）主教座堂博物馆收藏主教座堂广场的艺术品，1990年代改建、现代化。收藏有米开朗琪罗、多那太罗、路加·德拉·罗比亚、洛伦佐·吉贝尔蒂、安德里亚·皮萨诺、南尼·迪·班科等人的杰作。

### 图书馆

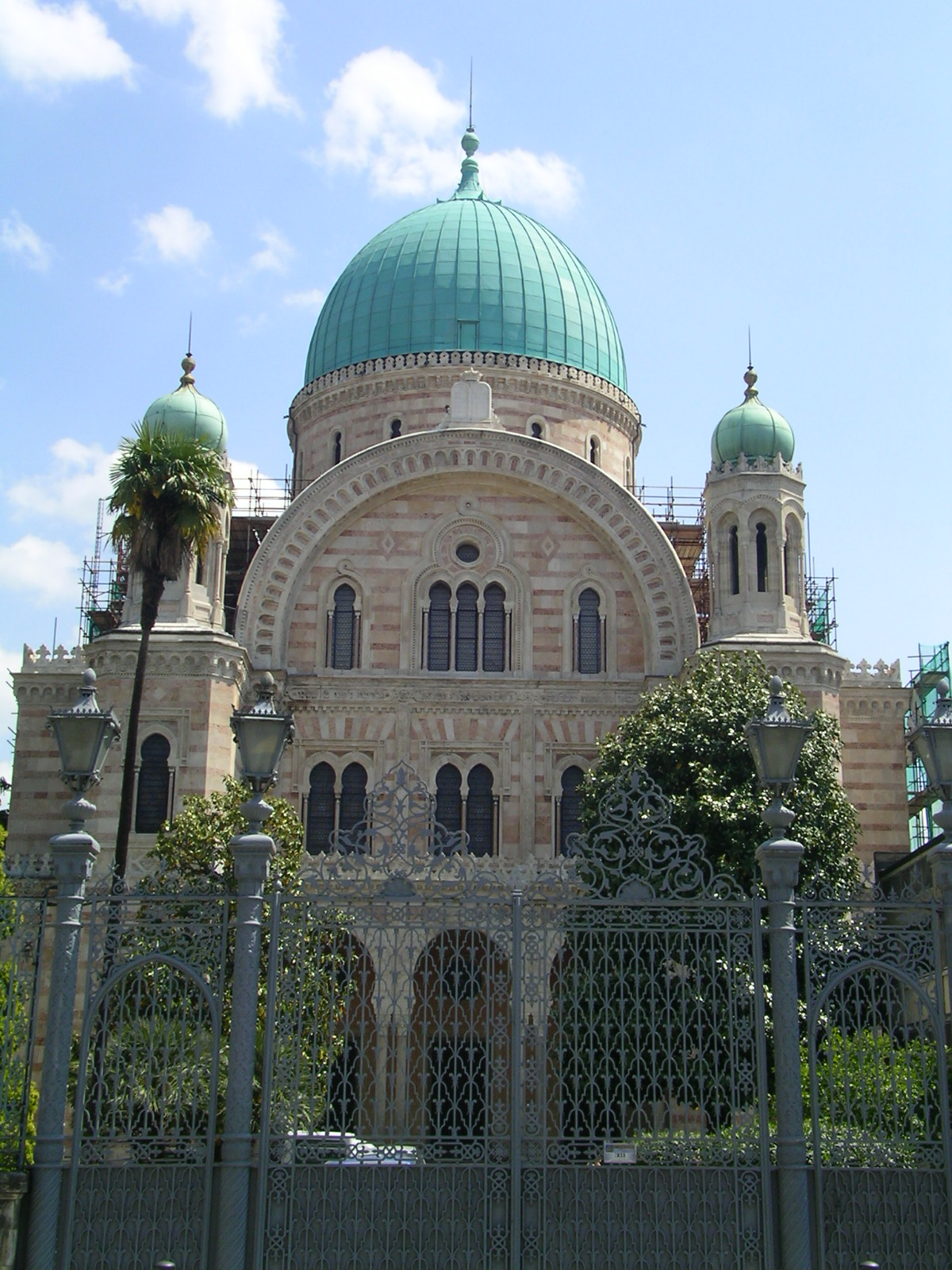
佛罗伦萨犹太会堂

- 佛罗伦萨国立中央图书馆（Biblioteca Nazionale Centrale di Firenze），是意大利最大的图书馆
- 美第奇-老楞佐图书馆（Biblioteca Medicea Laurenziana），在佛罗伦萨圣老楞佐大殿内
- Marucelliana图书馆（Biblioteca Marucelliana），在加富尔路
- Riccardiana图书馆（Biblioteca Riccardiana），在美第奇-里卡迪宫
- Moreniana图书馆（Biblioteca Moreniana）

市立
- 市立中央图书馆（Biblioteca Comunale Centrale）
- Biblioteca di Palagio di Parte Guelfa
- Biblioteca Pietro Thouar
- Biblioteca delle Carra

### 电影
- 佛罗伦萨电影资料馆（Cineteca di Firenze）

### 方言
现代意大利语源于佛罗伦萨方言，主要是由于佛罗伦萨所拥有的文化声誉。三位最伟大的意大利作家但丁、弗朗西斯克·彼特拉克和乔万尼·薄伽丘都使用这种方言进行创作。
圣十字教堂（Santa Croce）安放有米开朗基罗的墓和迁葬的但丁墓。最著名的聖母百花大教堂（Basilica di Santa Maria del Fiore）的穹顶突兀在城市上空，成为城市的象征，市徽的鸢尾花图案就是象征这个教堂。原来美第奇家族的“圣洛伦佐宫”是由多纳太罗设计建造的，收集有许多著名的艺术品。
佛羅倫斯是世界各地艺术家心中的圣地，中国著名画家，第一枚猴年邮票的作画和亲自雕版的大师黄永玉还在佛罗伦萨置地自己设计建房，取名“无数山庄”，取自古诗“西北望长安，可怜无数山”的诗意。

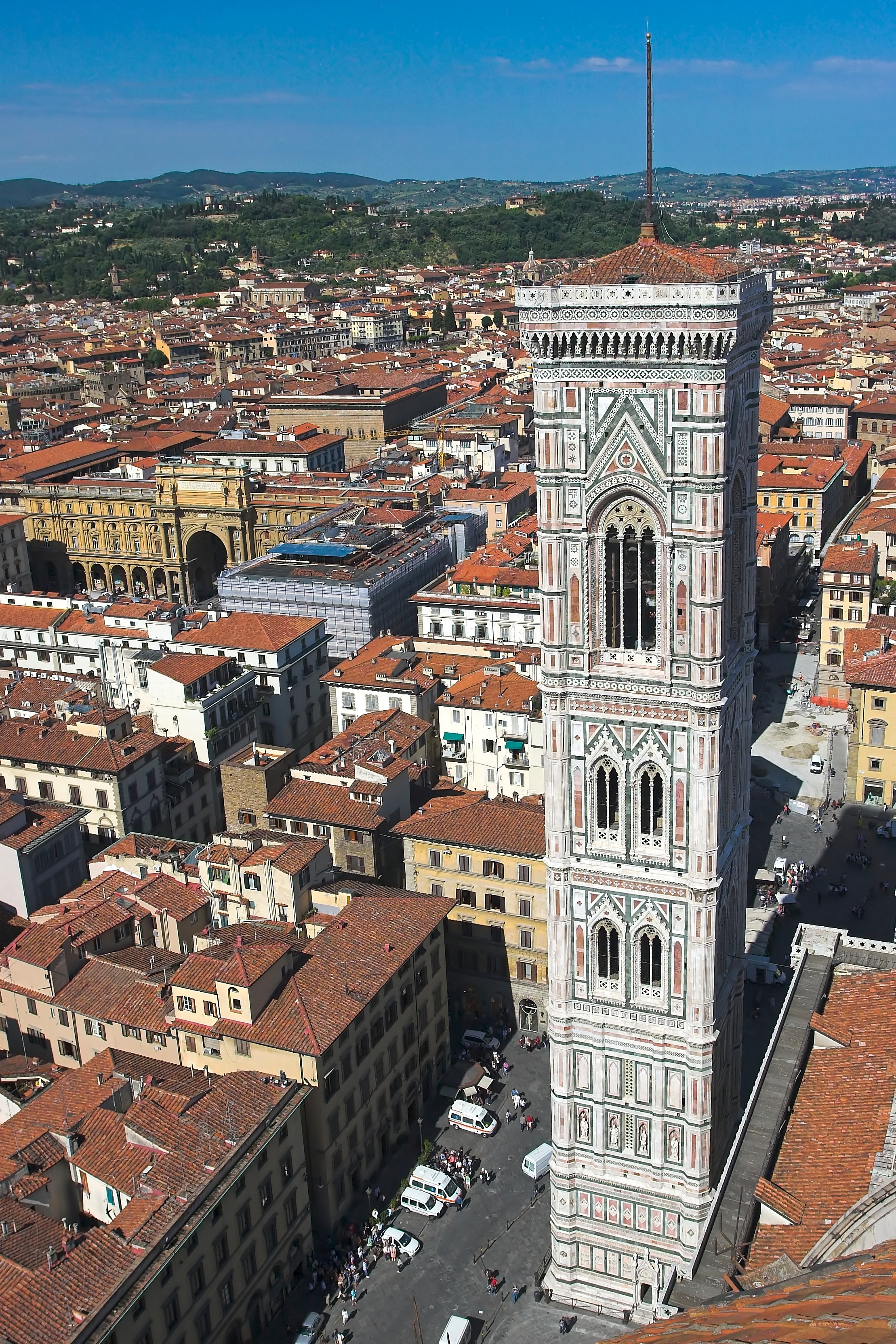
佛罗伦萨的吉奥陀钟楼

## 经济
佛罗伦萨具有多种经济成分，但是以第三产业为主。
佛罗伦萨有重要的铁路和公路（太阳高速公路和A11高速公路），还拥有机械（例如伽利略公司Officine Galileo和新比隆Nuovo Pignone）、化学、制药（例如礼来公司Eli Lilly）、皮革、时装（例如古驰（Gucci）、罗伯特·卡沃利（Roberto Cavalli）、菲拉格慕、家具和印刷等工业。这里有从古代流传至今的各种手工技艺，特别是木器家具与雕刻、珠宝工艺（集中在老桥）、草帽（今天已经几乎消失）。 
佛罗伦萨还有重要的银行业（托斯卡纳银行Banca Toscana、佛罗伦萨银行和保险业（La Fondiaria）。

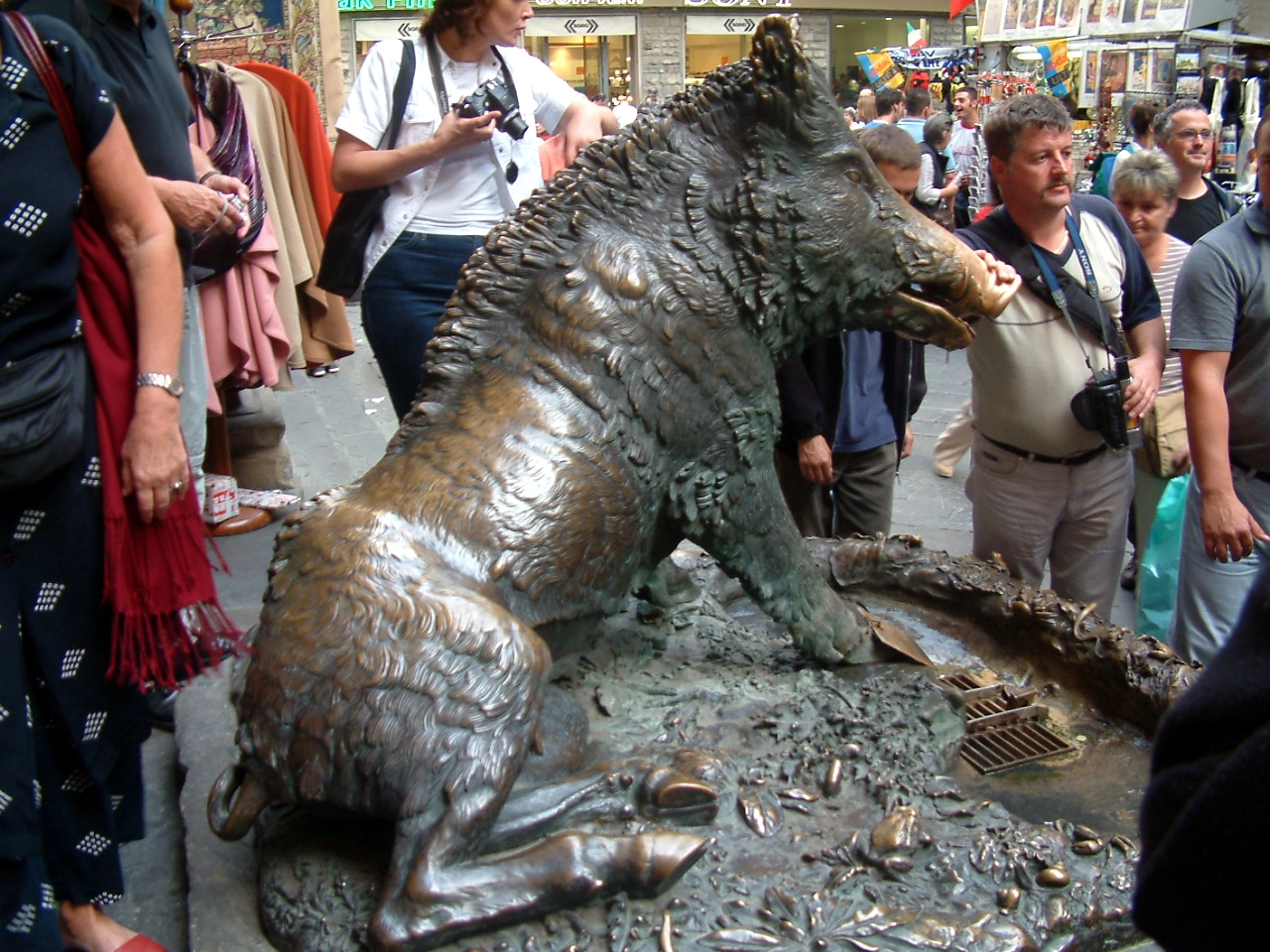
新市场的小猪喷泉

### 商业
佛罗伦萨是一个重要的商业中心，其商业门类繁多，并且高度专业化。在其市中心区域，以及游客集中的地区，均设有大量店铺。在1990年代，大型国际时尚名牌连锁店纷纷进驻历史城区，形成“市中心西南区”的高档商业区，特别是托纳波尼路（via de' Tornabuoni）、新维尼亚路（via della Vigna Nuova）和斯特罗齐路（via degli Strozzi）。
大型批发业主要分布于市中心以外区域以及郊区，许多集中在奥斯马诺洛（Osmannoro）工业区、佩雷托拉机场。

### 旅游业
该市真正的资源是旅游业，拥有35,000个床位，以及23,000个extralberghieri（野营地、假日农庄等），每年在此留宿的游客超过1,000万人，其中不到三分之一的游客是意大利人，其余的游客分别来自于美国（20%）、德国（13%）、日本（8%）、英国（7,8%）、法国（5,7%）和西班牙（5%）等国。佛罗伦萨的旅游业较侧重于文化旅游，仅乌菲兹美术馆每年售出140万张门票。 

## 教育
| 高等教研機構     |                      | |
| 創立年份         | 學校名字             | 備註 |
| 1976             | 欧洲大学学院         | |
| 大學             |                      | |
| 創立（升格）年份 | 學校名字             | 備註 |
| 1321 （1923）    | 佛罗伦萨大学         | 1938年諾貝爾物理學獎得主恩里科·费米于1925—1926年執教                                                    |
| 2014             | 同濟大学佛罗伦萨校區 | 中國大學在歐洲首處海外校區                                                                              |
| 學院             |                      | |
| 創立年份         | 學校名字             | 備註 |
| 1563             | 佛罗伦萨美术学院     | 世界四大美术学院之首 达芬奇1452—1519、米开朗基罗1475—1564、提香1488—1576、伽利略1564—1642皆曾為該校教授 |
| 2016             | 马兰戈尼学院         | 總校區1935年成立於米蘭                                                                                  |

## 交通

### 公路
佛罗伦萨有2条高速公路：A1高速公路（太阳高速公路）和A11高速公路（佛罗伦萨-Mare），前者是纵贯意大利的南北向交通要道，直通意大利南部和北部；后者连接托斯卡纳沿海地区。此外，除了连接托斯卡纳和艾米利亚-罗马涅2个大区的国道和大区道路外，该市还有通往锡耶纳的佛罗伦萨-锡耶纳公路，以及通往比萨和里窝那的佛罗伦萨-比萨-里窝那大道（G.C. Fi-Pi-Li）。
佛罗伦萨是重要的公路枢纽，2号公路通往罗马，65号公路通往博洛尼亚，66号公路（Pistoiese路的延长线）在San Marcello Pistoiese与12号公路交汇，东西走向的67号公路经过该市。

### 铁路
意大利國铁（Trenitalia）是佛罗伦萨唯一的铁路公司，不仅有开往意大利和欧洲各地的线路，也有连接市内各火车站的线路。新圣母车站（Stazione di Firenze Santa Maria Novella）是中央火车站，位于主教座堂广场西北方500米，开行本地、国内和国际线路，规模庞大，地位重要，理性主义的杰作之一。另有2个较次要的火车站，坎波·德·玛尔特车站（Stazione di Firenze Campo di Marte）以及Rifredi车站也开行国内线路，前者主要开行通往比萨、维亚雷焦和阿雷佐（经前往罗马的干线）的国内线路。其他地方铁路通往圣洛伦佐镇和锡耶纳。至于市内其他各火车站，例如普拉托门车站，均只开行本市各车站之间的线路。
纵贯意大利的都灵-米兰-那不勒斯南北高速铁路线也经过佛罗伦萨，以地下方式穿过城市，高速铁路车站设在西北部贝尔菲奥雷大道地下25米新建的贝尔菲奥雷（Belfiore）车站，距离新圣母车站大约1公里，并使用自动扶梯和新建的电车系统与新圣母车站衔接。从2009年12月起，从佛罗伦萨前往博洛尼亚只需要35分钟，而前往米兰只需要1小时35分钟。

### 航空
佛罗伦萨的佩雷托拉机场位于市中心以西5公里的佩雷托拉，也可以使用不远处托斯卡纳最大的国际机场，比萨的伽利略机场。

### 城市交通
佛罗伦萨的公共交通主要由ATAF公司经营，在当地的香烟店、酒吧和报摊都可以买到该公司的车票。公交总站位于新圣母车站旁。经营长途汽车业务的公司主要有SITA、COPIT、CAP和Lazzi。 

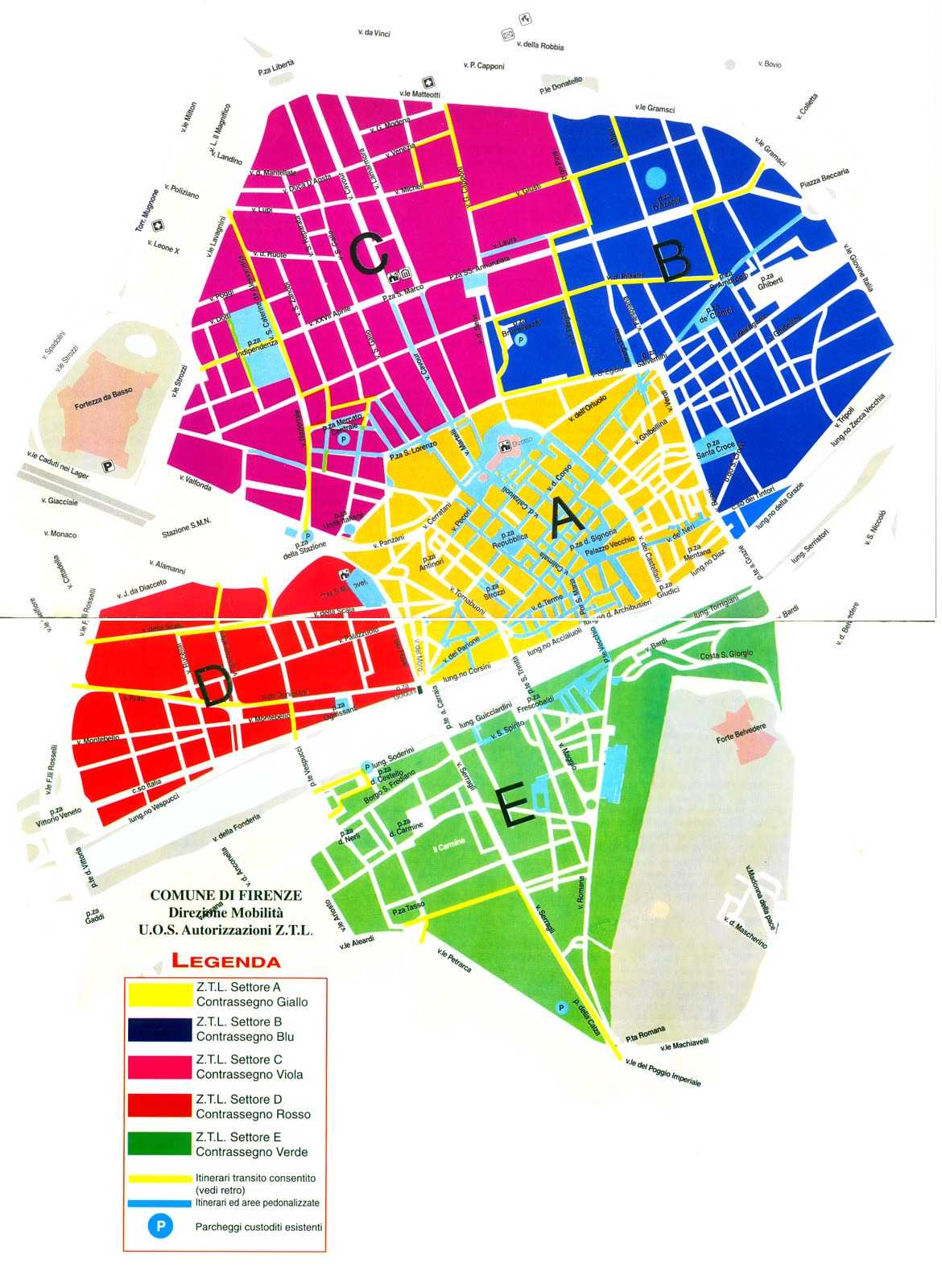
交通限制区地图

市中心地区属于交通限制区（Zona Traffico Limitato，ZTL），分为5个小区，进出口设闸限制，公共汽车、出租汽车可以进入，拥有通行证的居民可以驶入所居住的区域，没有通行证者只能在晚上七点半到上午九点半之间驶入。在游客众多的夏季（4月到10月），交通规则会加以调整，准许驶入的时间限制为0时到4时。
市中心以外的其余地区则属于停车控制区（ZCS），分为14个小区，仅对停车加以控制。区外居民向市政当局申请许可证后，可以在该区域付费泊车。 

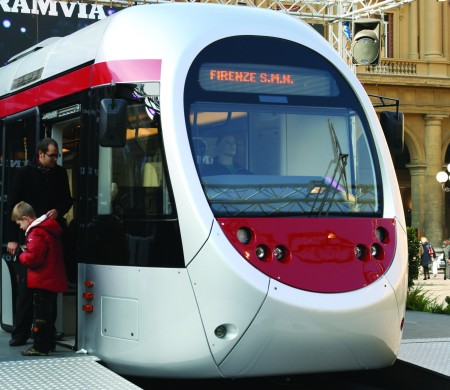
快速有轨电车

由于该市的道路拥堵和空气污染颇为严重，该市正在修建快速有轨电车系统（Tramvia）。从斯坎迪奇向西南方，经过城市西部，在乡村公园（Parco delle Cascine）穿越阿诺河，到达新圣母车站。将于2009年投入运行。另外两条线路还处于工程最初的阶段，分别从佩雷托拉机场经过旧城到达自由广场，以及从Careggi大学医院，经过展览中心（Fortezza da Basso）到新圣母车站。不过，许多市民反对电车系统穿越旧城，要求对此进行公民投票。

## 体育
在佛罗伦萨，有各种各样的体育活动，拥有多种体育设施。该市从1966年洪水中恢复后，组建了一个委员会，申办1976年夏季奥运会，在城市东北部着手兴建Campo di Marte奥运村。后来1976年夏季奥运会确定在蒙特利尔举办，因此有些设施后来没有完成。Campo di Marte区域仍是该市主要的体育区域，这里有足球场地弗朗奇球场（Stadio Artemio Franchi），以及田径、棒球、游泳池和网球场地。该市还拥有划船的传统，并拥有高尔夫球、篮球、剑术和箭术场地。
在该市北部，计划新建一个容纳4到5万人的现代化体育场，并包括称为“市中心”的购物中心、商店、旅馆，以及世界上第一个足球主题公园。
在佛罗伦萨的北面，有举办国际汽车大奖赛的Mugello赛道。今天，这一场地以佛罗伦萨的荣誉市民纳尔逊·曼德拉命名。这是意大利最大的竞技场之一，还举办篮球比赛、音乐会，以及国内与国际会议。每年，在城里还举办各种不同的体育赛事，例如佛罗伦萨马拉松。

### 足球

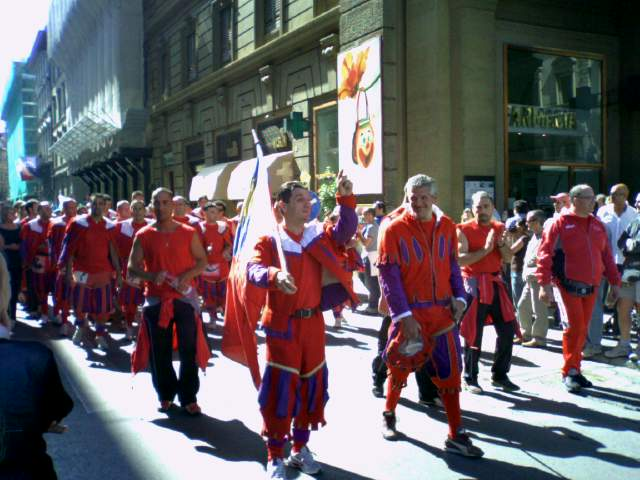
历史性的足球游行

佛罗伦萨足球俱乐部是佛罗伦萨主要的足球俱乐部，成立于1926年8月26日，1960年代曾经在国际赛事中赢得欧洲优胜者杯和米杜柏杯（Mitropa Cup），并曾两度赢得意大利甲级联赛（1955-56年，1968-69年），6次赢得意大利杯（1939-40年，1960-61年，1995-66年，1974-75年，1995-96年，2000-01年），以及一次赢得意大利超级杯（1996-97年）。佛罗伦萨也是意大利国家足球队的技术中心所在地。
在中世纪早期，足球在佛罗伦萨的年轻人中间相当流行，他们在城里的每一条街上踢球，度过他们的年轻时代。不过，随着时间的推移，特别是产生了公共秩序的问题，足球变得更为有组织。
比赛通常在嘉年华期间举行，但也不全是这样。最著名的比赛当然是1530年2月17日的那一场，现在仍在纪念，
不过，除了偶尔的例外在结冰的阿诺河上举行比赛，比赛场地通常选择在城里较大的广场，佛罗伦萨人特别钟爱以下4个比赛场地：圣神广场、新圣母广场、“普拉托”（位于同名城门内的空地）和圣十字广场。

## 友好城市
| - 瑞典 马尔默 - 芬兰 图尔库 - 德国 卡塞尔 - 德国 德累斯顿 - 波蘭 克拉科夫 - 匈牙利 布达佩斯 - 苏格兰 爱丁堡 - 法國 兰斯 - 法國 韦基奥港 - 拉脫維亞 里加 | - 希腊 雅典 - 阿尔巴尼亚 地拉那 - 西班牙 巴利亚多利德 - 西班牙 格拉纳达 - 乌克兰 基辅 - 塞尔维亚 沃日多瓦茨（Voždovac） - 土耳其 加济安泰普 - 土耳其 蓋姆利克 - 俄羅斯 圣彼得堡 - 土耳其 伊斯坦布尔 | - 亞美尼亞 埃里温 - 摩洛哥 阿尤恩 - 摩洛哥 非斯 - 阿斯马拉 - 黎巴嫩 贝鲁特 - 科威特 科威特市 - 叙利亚 大马士革 - 伊朗 伊斯法罕 - 巴勒斯坦纳布卢斯 - 以色列 拿撒勒 | - 中国大陆 南京 - 中国大陆 宁波 - 日本 岐阜 - 日本 京都 - 臺灣 台北 - 美国 费城 - 美国 普罗维登斯 - 美国 马萨诸塞州剑桥 - 巴西 萨尔瓦多 - 悉尼 |